# 神盾戰鬥系統
，正式編號是Weapon System Mk7，是全世界第一種全數位化的艦載戰鬥系統，是美國海軍第一種具備決策輔助功能的系統，由洛克希德所設計與製造，由指揮決策系統、武器控制系統、顯示系統、戰鬥狀態診斷與測試系統、戰鬥訓練系統、火控系統、垂直發射系統等組成。

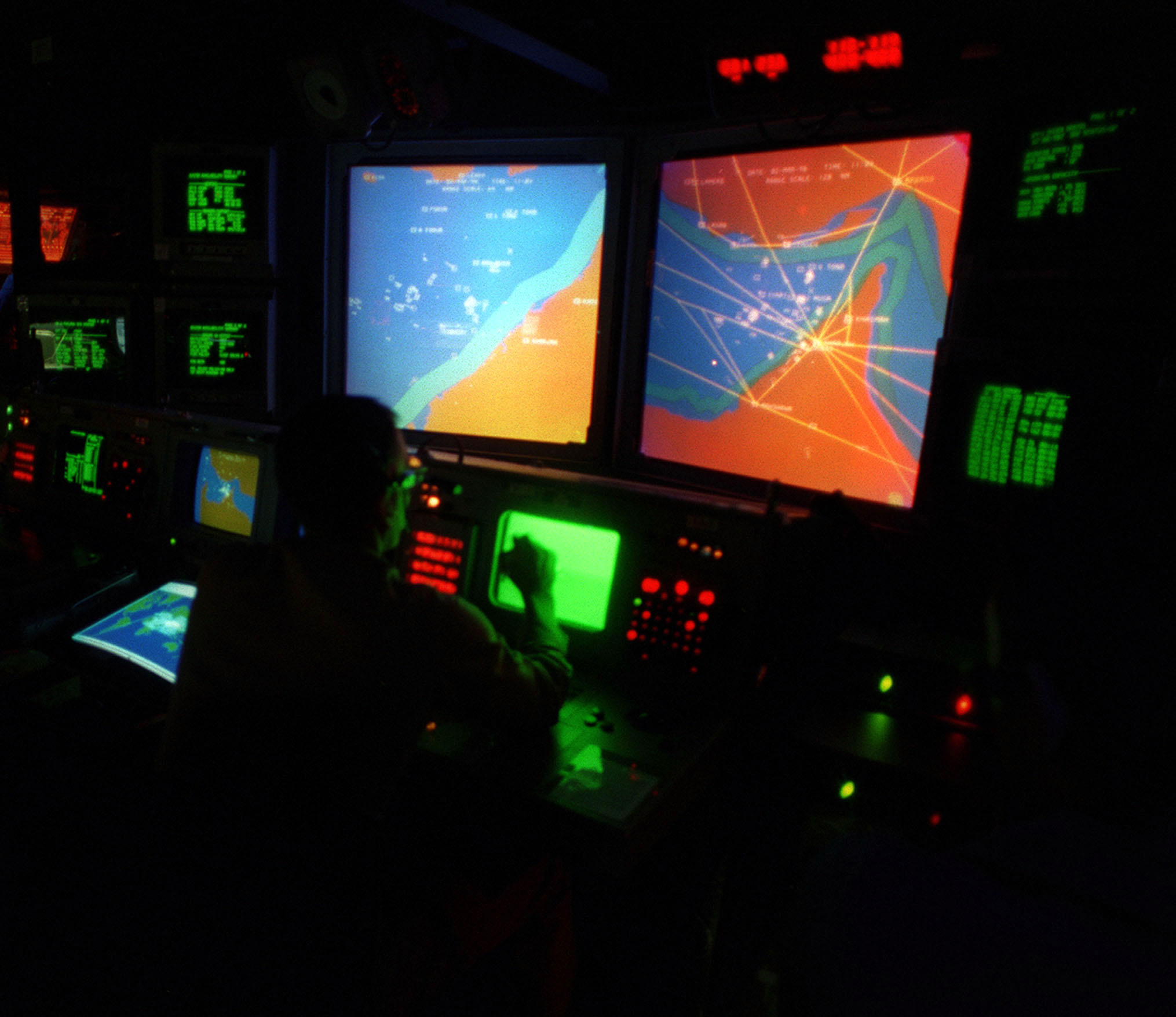
神盾戰鬥系統的主要螢幕

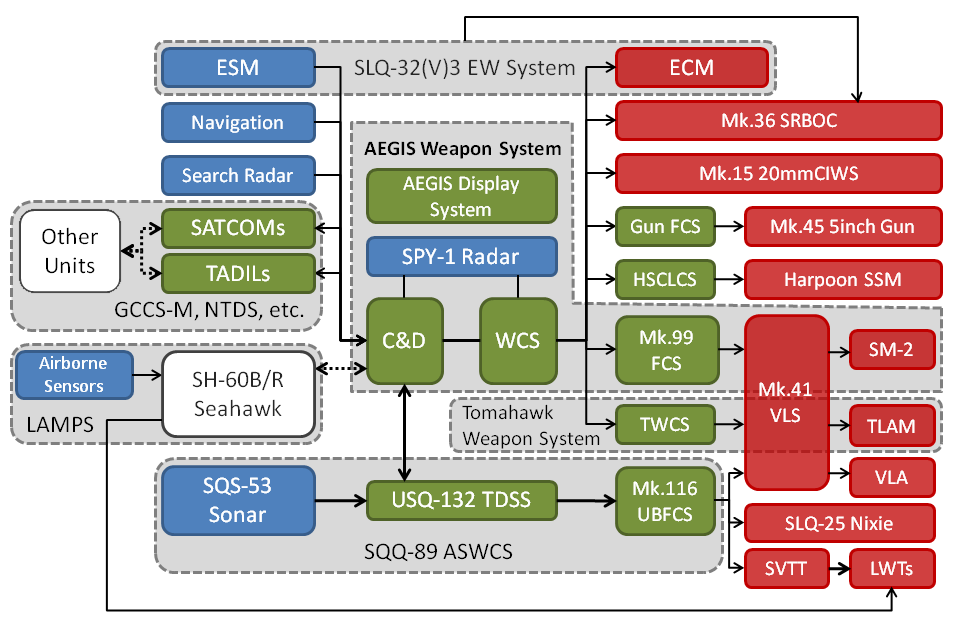
神盾戰鬥系統組成架構(Baseline 2-6)

二戰後海軍經過不斷發展飛彈化已經改變了海戰的模式，起初美國海軍提出一個「先進水面飛彈系統」（ASMS/the Advanced Surface Missile System）的提案以應付，但發現反艦飛彈對艦艇威脅很大，反應時間又很短，思路逐漸變成重視起數位化防空，遂在1969年12月改名為更具體的空中預警與地面整合系統（Advanced Electronic Guidance Information System/Airborne Early-warning Ground Integrated System），英文縮寫Aegis剛好是希臘神話中宙斯之盾，現代更進入到反彈道飛彈功能（Ballistic Missile Defense）。是美國海軍、日本海上自衛隊、大韓民國海軍、西班牙海軍、挪威皇家海軍、澳大利亞皇家海軍現役最重要的整合式水面艦艇作戰系統。

## 現代海戰的變化
美國在越戰時期的經驗以及與蘇聯反艦飛彈的威脅下，分析出美國海軍的作戰模式需要重大更新，水面艦艇對反潛、反艦、防空、近迫防禦及區域戰情管理中心之需求，提出新一代作戰中心系統的規劃，因此神盾系統是海軍版的聯合打擊概念的延伸，而非單一種武器系統。

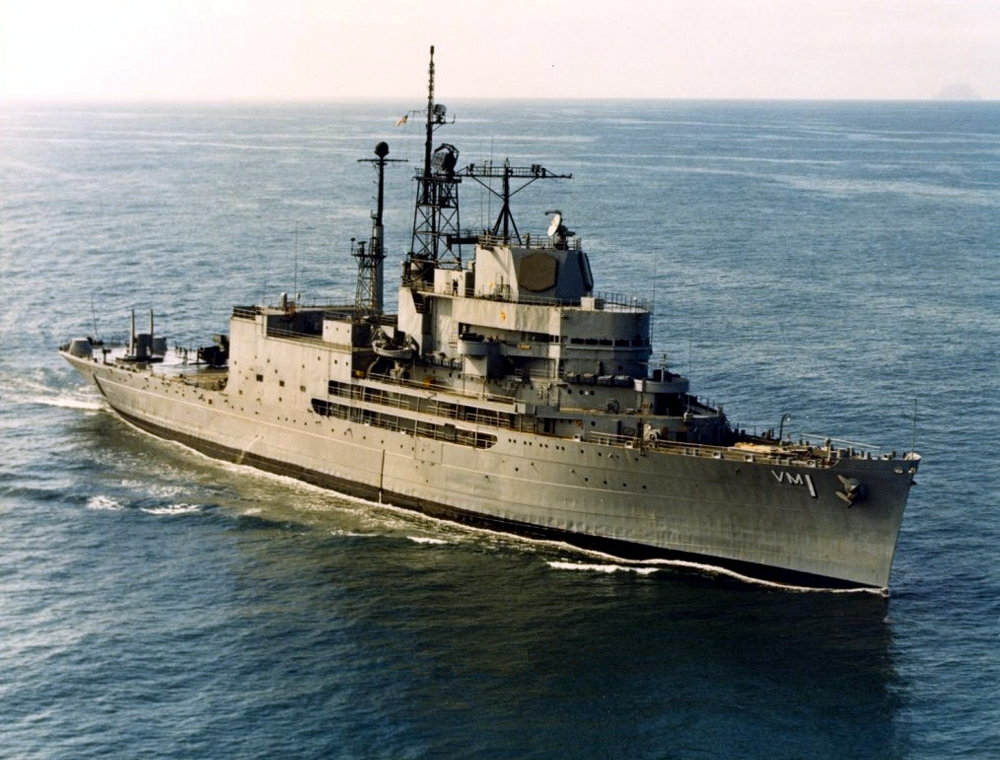
冷戰期間，測試中的AN/SPY-1 3D相位陣列雷達

神盾戰鬥系統的核心是一套電腦化的指揮決策與武器管制系統，雖然在表面上神盾戰鬥系統很強調對於空中目標的追蹤與攔截能力，不過神盾戰鬥系統的核心接收來自於整合艦上雷達及各種武器控管系統，跨作戰單位可以由戰術資訊網路交換情報。透過武器管制系統的整合與指揮，艦上的作戰系統得以發揮最大的能力進行必要的攻擊與防禦措施。武器管制系統轄下包括輕型空載多用途系統（LAMPS）、AGM-84魚叉反艦飛彈、標準三型防空导弹、密集阵近程防御武器系统、魚雷發射系統以及海妖反魚雷裝置等。
神盾戰鬥系統最重要，也是最顯眼的就是AN/SPY-1 3D相位陣列雷達，這一套雷達共有四片，成八角形，分別裝置在艦艇上層結構的四個方向上，以相位雷達波重繪的方式判斷目標，取代傳統的旋轉式回波雷達。第一代的SPY-1A雷達每片重量高達12000磅，上面有140套模組，每個模組包含32具發射/接收與相位控制單元。這一套雷達於1965年開始發展，1974年展開海上測試，第一套系統隨提康德羅加級巡洋艦第一艘提康德羅加號（CG-47）於1983年進入美國海軍服役，後來又發展到驅逐艦，阿利·伯克級驅逐艦第一艘阿利·伯克號（DDG-51）於1991年進入美國海軍服役。

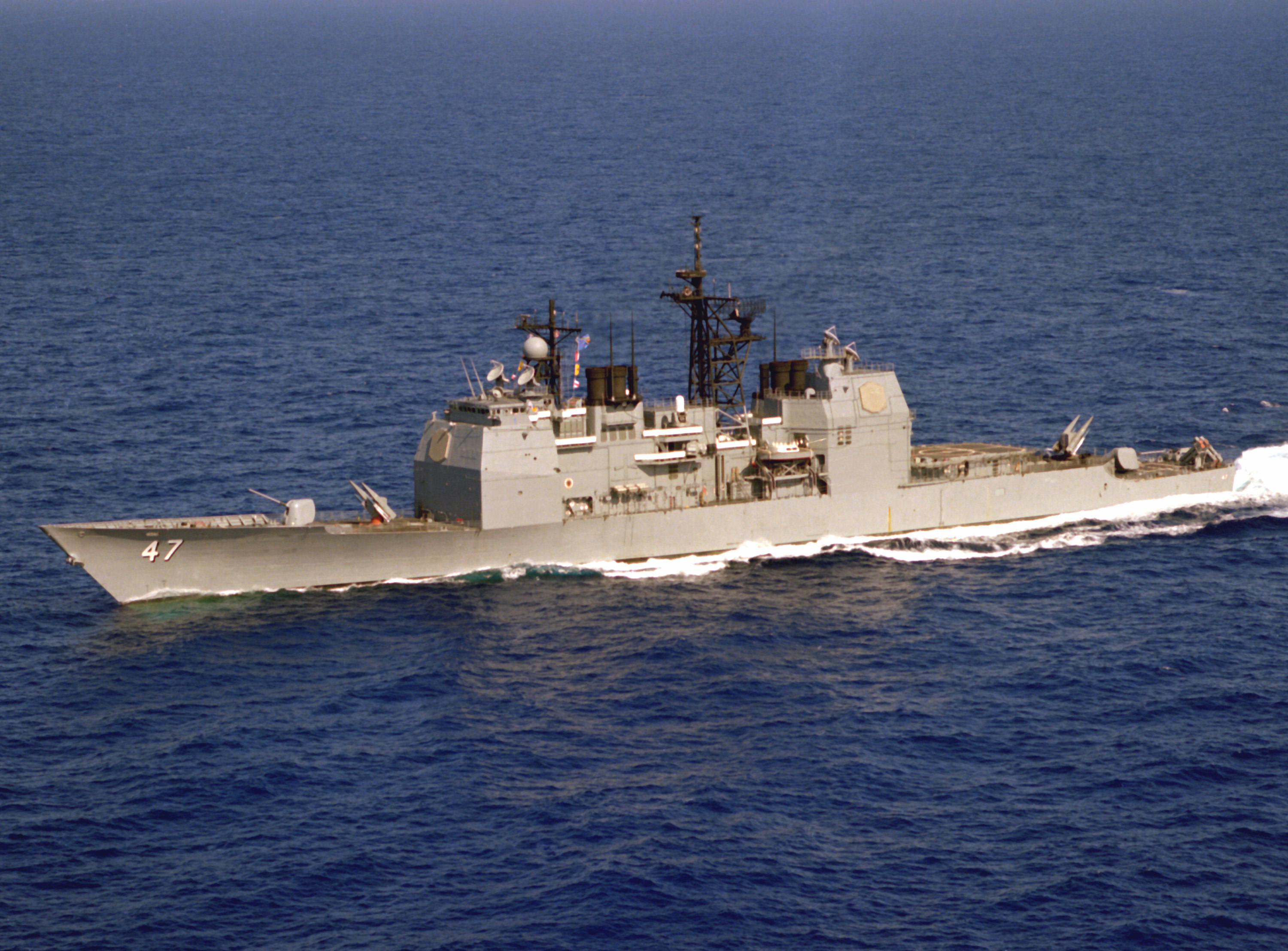
第一艘投入使用的裝備神盾系統的艦船，提康德羅加級巡洋艦首舰(CG-47)

## 神盾作戰系統的演進過程
神盾計畫管理辦公室在建造提康德羅加級與伯克級等神盾艦艇時，採取循序漸進的方式，逐步導入更多全新裝備或改良次系統，而神盾系統的每次演進稱為一個基準線（Baseline）
。

### Baseline 0（Mod 0）
提康德羅加級飛彈巡洋艦從CG-47~51（1983~1987服役），這五艘艦艇使用Mark 26雙臂飛彈發射系統發射SM-1 MR/SM-2 MR 飛彈，而之後所有神盾巡洋艦、驅逐艦都使用Mark 41 垂直發射系統（VLS）。CG-47、48最初配備神盾Baseline 0 (Mod 0)，這是神盾系統始祖，主要裝備包括MK-26雙臂飛彈發射系統、SPY-1A相位陣列雷達系統等。 神盾Baseline 0全系統重610英噸。
神盾作戰系統核心部位的硬體組成如下：
- MK-1指揮決策系統(C&D)：一具AN/UYK-7大型主電腦（英语：AN/UYK-7）、UYA-4/OJ-194顯示操控台、轉換裝置、RD-28記憶體、資料變換輔助操控台等。
- MK-1武器控制系統(WCS)：一具AN/UYK-7大型主電腦、六具AN/UYK-20任務電腦（英语：AN/UYK-20）、MK-138射擊開關組合、資料交換輔助控制台等。
- MK-1作戰整備顯示系統(ORTS)：一具AN/UYK-20任務電腦、若干UYA-4/OJ-194顯示操控台、主資料終端機、遙控資料終端機以及相關輔助設備。
- M-1神盾顯示系統(ADS)：一具AN/UYK-7大型主電腦、四具PT-525/UTA-21（屬於UYQ-21系列）42吋＊42吋大型顯示器；四具大螢幕分成兩組，一組兩面，每組大型螢幕都擁有兩具指揮顯示操控台以及一具資料輸入操控台，此外還有五具自動狀態顯示面板(Automated Status Board，ASTABS)。其中一組大螢幕負責顯示本艦的狀況給艦長，另一組則將戰場上的整體戰術態勢顯示給駐艦戰鬥指揮官，這些大型螢幕可顯示雷達搜索圖像、NTDS的戰術符號或者神盾系統的戰術符號。每具大螢幕可以獨立操作，也可以用縮小的比例尺顯示別具大型螢幕的資訊(類似子母畫面)。除了戰情中心之外，神盾艦艇的艦橋上也有兩具ASTABS。
- SPY-1A 相位陣列雷達系統：一具AN/UYK-7大型主電腦、UYA-4單色顯控台作為人機介面[6]
- MK-99飛彈射控系統：一具AN/UYK-20任務電腦。
- MK-86艦砲射控系統：一具AN/UYK-20任務電腦[7]。
- MK-116反潛射控系統(神盾Baseline 1並未配備SQQ-89反潛作戰系統)：一具UYK-7大型主電腦。
- SQS-53A艦首聲納系統：一具AN/UYK-7大型主電腦，另外還有一具AN/UYK-20電腦用於連結SQS-53A聲納與主反潛系統。
- 戰斧飛彈射控系統：一具AN/UYK-20任務電腦（戰斧飛彈射控系統另有一具AN/UYK-19中型任務電腦作為目標標定處理之用）。

因此配備神盾系統Baseline 1的艦艇總共擁有6具AN/UYK-7大型主電腦以及11具較小型的AN/UYK-20任務電腦，整體計算能力為8MIPS(Millions of Instructions per Second，每秒能處理的指令數，以百萬個指令為單位)。不過這樣的處理速度跟不上當時SPY-1A相位陣列雷達的性能(早期的SPY-1A已經能同時追蹤200個以上的目標)，因此Baseline 1的同時追蹤目標數被限制在128個；即便如此，這在當時仍是個相當驚人的數字。除了四具大螢幕之外，戰情室內還有18座顯示操控台，以及SLQ-32(V)2電戰系統操控台、SWG-1A魚叉反艦飛彈操控台以及SWG-3戰斧巡航飛彈操控台。

### Baseline 1（Mod 1）
提康德羅加級飛彈巡洋艦從CG-49~51（1985~1987服役）升級為Baseline 1(Mod 1)。改良項目包括：
- 擴大戰情中心（CIC）的顯示螢幕、電子作戰程序自動化、通信系統與國家指揮網路連結、加強作戰操作準則及可靠性、加裝戰術情報系統。
- 以輕型空中多用途系統（英语：Light Airborne Multi-Purpose System）反潛直昇機系統(使用SH-60B反潛直昇機)取代Mod 0的LAMPS-1(使用SH-2F反潛直昇機)。

CG-47、48在大修期間也將其神盾系統升級為Baseline 1。

### Baseline 1（Mod 2）)
此版本神盾系統原本將用於計畫中的核子動力打擊巡洋艦(CSGN)上，由於CSGN在1977年遭取消，該版本也未能實現。

### Baseline 2（Mod 3）
配備於提康德羅加級的CG-52~58（1986~1989服役），主要更新項目：
- MK-41 VLS垂直發射系統取代MK-26雙臂飛彈發射器。
- CG-56~58艦首聲納升級為SQS-53B，並採用SQQ-89(V)3反潛作戰系統 [8]。
- MK-116 Mod6水下射控系統、SQS-53B、SQR-19拖曳陣列聲納整合在一起。

最初SQQ-89(V)3使用AN/UYK-7主電腦，後來則被AN/UYK-43 主電腦取代。AN/UYK-43的運算速率約3~5 MIPS，比UYK-7高了9至10倍。

### Baseline 2A
提康德羅加級的CG-52~58這7艘配備Baseline 2（Mod 3）在1990年後陸續將神盾系統提升為Baseline 2A，包括以UYK-43/44電腦取代部分UYK-7/20，以及引進內含68050處理器的OJ-194B顯控台等。

### Baseline 3（Mod 4）
配備於提康德羅加級的CG-59~64（1989~1991服役），主要更新項目：
- 部分的UYA-4單色顯示器換成UYQ-21顯示系列中的OJ-194（藍底白字）。
- 換裝SPY-1B相位陣列雷達系統。

彩色的UYQ-21顯控系統不僅畫面比UYA-4更容易使人明瞭，而且擁有傳統文字模式，比UYA-4更容易閱讀。 相較於SPY-1A，SPY-1B除了體積重量減輕外，還增設具備自動柵鎖定(Auto-grid Locks)裝置的SGS系統，利用Link-11資料鏈將數艘友艦的雷達連結在一起運作以及共享資料。

### Baseline 3A（Mod 5）
提康德羅加級的CG-59~64（1989~1991服役）這六艘Baseline 3（Mod 4）版本中，首艘升級的是從1990年服役的CG-61，其餘五艘則陸續跟進，重要升級項目：
- 以AN/UYK-43/44電腦取代原本的AN/UYK-7/20[9]。
- 全面以UYQ-21顯控台取代原本的UYA-4系列。
- 追加Link-16資料鏈(JTIDS聯合戰術情報分配系統)。
- CG-59、64兩艦還引進UYQ-70先進多功能顯控台。

相較於先前的版本，神盾Baseline 3更新了1/3的軟體，軟體規模達到1,010,000字，總重量也攀升到650噸。

### Baseline 4
裝備於最後9艘提康德羅加級（CG-65~73，1991~1994服役）以及前17艘伯克級(DDG-51~67，均為Flight I規格 ，1991~1996服役），因此又分為巡洋艦版本與驅逐艦版本，提升為神盾Baseline 2A的提康德羅加級(CG-52~58)也在後來陸續進行升級至Baseline 4，主要升級項目：
- AN/UYK-7大型主電腦以一對一的方式全部替換成新一代的AN/UYK-43主電腦。
- AN/UYK-20任務電腦以一對一的方式全部替換成新的AN/UYK-44中型電腦（英语：AN/UYK-44）全面汰換(運作速率比UYK-20快兩倍)，換裝速度提昇4~6倍的處理器，使得同時目標追蹤數增至1000個以上 。
- UYS-20資料顯示系統與輔助決策系統。
- 加裝MK-29神盾戰鬥訓練系統(Aegis Combat Training System，ACTS)。
- 從CG-68起換裝SQS-53C聲納。
- 顯控台全換成UYQ-21。

MK-29神盾戰鬥訓練系統(Aegis Combat Training System，ACTS)，此系統的核心為一具AN/UYK-43電腦，可連結神盾戰鬥系統，在神盾系統上執行模擬的訓練程式(不包含雷達的操作模擬)。雖然原始設計只是訓練系統，但ACTS在實戰中仍有重要的價值──ACTS的那部AN/UYK-43可用作神盾系統的備援。萬一神盾系統某些部分失去作用，這部AN/UYK-43就能接手失效部分的功能，使得神盾系統癱瘓的機率降低。
神盾Baseline 4全系統總重656噸，軟體規模約3,420,500字（約400萬行）。

#### 巡洋艦版本的Baseline 4
- 沿用SPY-1B相位陣列雷達系統。
- 並額外為MK-86艦砲射控系統增添一具AN/UYK-43電腦(因此神盾Baseline4巡洋艦版本總共使用8具AN/UYK-43電腦)。

#### 驅逐艦版本的Baseline 4（Mod 6）
伯克級使用的驅逐艦版本(Mod 6)則有較大的不同：
- C&D升級為MK-2版本。
- WCS升級為MK-8版本。
- ORTS升級為MK-7版本。
- 換裝SPY-1D相位陣列雷達系統。
- 全面使用SQS-53C聲納。
- 取消MK-86艦砲射控系統，MK-45艦砲直接由神盾系統中的MK-34艦砲武器系統 （Gun Weapon System，GWS）控制[10]。

取消MK-86艦砲射控系統後，MK-45艦砲直接由神盾系統中的MK-34艦砲武器系統 （Gun Weapon System，GWS）控制；MK-34由MK-160火砲計算機系統與K-46 Mod0光電射控儀（包含前視紅外線以及電視攝影機）組成，火砲射擊所需的偵測與追蹤資料由SPY-1D相位陣列雷達、SPS-67平面搜索雷達以及MK-46 Mod0光電射控儀負責提供，因此不再需要專門的X波段照射雷達。而SQQ-89的資料也直接傳至C&D而非原來必須先經過WCS，原先連結各次系統的資料匯流排被USQ-82艦艇資料多重存取系統(SDMS)以及SAFENET光纖資料匯流排取代。因此，早期型伯克級的神盾Baseline 4系統核心部分僅使用五具UYK-43電腦，分別用於SPY-1D相位陣列雷達、MK-2 C&D、MK-8 WCS以及MK-29 ACTS，此外MK-7 ORTS則使用一具AN/UYK-44中型電腦。這批早期型伯克級中的一部份在日後接受升級，以UYQ-70 ADS取代UYQ-21。

### Baseline 5
神盾Baseline 5（分為Baseline 5.1、5.2、5.3三階段升級）裝備於伯克級的DDG-68~78（DDG-68~71為Flight I規格，1997年起服役，DDG-72~78為Flight II規格 ，1998與1999年服役），主要新增項目：
- 採用TAC-3（CP-2184/2231）/TAC-4工作站（稱為戰術先進電腦：Tatical Advanced（ Computer，TAC）來取代舊的軍規電腦。
- AN/SRS-1戰鬥測向系統（Combat DF，使用TAC-3）。
- 新的OJ-663彩色顯示器等（以FDDI光纖匯流排連接TAC-4）。
- 先進戰斧飛彈控制系統（Advanced Tomhawk Weapon Control System，ATWCS，使用10部由網路連結的TAC-3）。
- 資料鏈通訊系統的指揮管制處理器（C2P）增加一具UYK-43電腦。

從Baseline 5起，神盾系統開始引進商規現成電腦技術（Commercial Off-The-Shelf，COTS）來加強性能與維修性，並降低購置、維持與升級的成本。神盾Baseline5使用以COTS技術開發的TAC-3（CP-2184/2231）/TAC-4工作站(稱為戰術先進電腦：Tatical Advanced Computer，TAC）來取代舊的軍規電腦。TAC-3/4以HP-9000 Model 700工作站為基礎，TAC-4使用速度更快的PA-RISC處理器，效能高於TAC-3的兩倍。在神盾Baseline 5中，光是M-1神盾顯示系統（ADS）就使用了22部TAC-4。TAC-3/4被用來支援許多Baseline 5中新增的裝備。不過由於此時美國海軍剛剛引進COTS，對其仍有較大的疑慮，所以可發現前述COTS組件多半用在神盾系統中屬於支援性質（例如顯示等）的部分，直接攸關作戰的武器控制仍是軍規UYK-43/44的天下。從1993年起，美國海軍也以商規的OSM套件來改良UYK-43/44。神盾Baseline 5另一個改良是為資料鏈通訊系統的指揮管制處理器（C2P）增加了一具UYK-43電腦，所以神盾Baseline 5總共擁有9具UYK-43。
Baseline 5系列中，早期的Baseline 5.1/5.2配備於DDG-68~71這四艘伯克級Flight 1A上；而Baseline 5.3則是功能完整的決定版Baseline 5，裝備於伯克級Flight II（DDG-72~78），Baseline 5系列的新增項目如下：
- - Baseline 5.1：新增RIM-67飛彈系列中SM-2ER Block IV防空飛彈的操作能力。
  - Baseline 5.2：SLQ-32電戰系統升級為具有主動電子反制能力的A(V)3版本、SPY-1D雷達增設追蹤起始處理器(Trace Initial Processor，TIP，使用一具UYK-44電腦 ，DDG-68起加裝)、追蹤進彈控制系統(Track Load Control Algorithm，TLCA)等。
  - Baseline 5.3：新增AN/SRS-1無線電戰鬥測向系統（Combat DF，DDG-72起安裝，可探測威脅方位以及協助戰斧飛彈標定目標）、美國三軍通用的Link-16聯合戰術情報分配系統(JDITS)、 戰斧飛彈標定地平線外目標所需的TADIX-B資料鏈、OJ-663彩色顯示器、ATWCS等。

AN/SRS-1是一套整合信號截收、測向系統，能自動蒐集電磁信號，為船艦指揮官提供真時的戰場態勢感知、指示警告、目標提示資訊等，具備廣泛的威脅信號接收能力，大量應用成熟的COTS商規組件，顯著改善船艦的情報蒐集能力。日後進一步改良的AN/SRS-1 Block 1又針對各項信號接收的子系統進行升級，強化對具有低截獲設計的敵方電磁裝置或其他非慣見電磁信號源的分析辨識能力。

### Baseline 6（Mod 11）
神盾Baseline 6裝備於伯克級的DDG-79~90（2000~2003年服役），而從DDG-79起的伯克級就是改良後的Flight IIA規格。由於伯克級Flight IIA增設了直昇機庫，因此SQQ-89反潛作戰系統升級為納入LAMPS-3的(V)10版(但不包含SQR-19拖曳陣列聲納)。神盾Baseline 6引進了更多COTS組件，包括以TAC-3取代ORTS中的UYK-20電腦，以及以效果好、價格更便宜的商規大型彩色顯示器(COTS Large Screen display，CLSD)取代戰情室中四具落伍又昂貴的PT-525大型顯示螢幕等。此外，用於連接艦上各系統的資料多重傳輸系統(Data Multiplexing System，DMS)，神盾Baseline 6也以嶄新的商規FDDI介面的分佈式光纖區域網路(LAN)，取代原本的點對點直接銅軸電纜佈線架構，這不僅有效提高了傳輸速率、降低延遲，同時也簡化了系統佈線架構，並且具備更高的可擴充性，使神盾系統首度具備全分散式架構的雛形。 由於引進高運算速率的商規電腦組件，1990年代末期的神盾Baseline 6的同時追蹤目標數已經超過3000個；而在21世紀初期出現的Baseline 6的運算能力則達到772MIPS，為最早的神盾Baseline 1的近100倍。從Baseline 6.3起，神盾系統增加了兩項重要的能力：CEC聯合接戰能力以及NAD海軍區域彈道飛彈防禦系統(已取消)。Baseline 6（Mod 11）系列主要新增項目：
- - Baseline 6.1(DDG-79~84)：LAMPS-3直昇機反潛系統(SH-60B反潛直昇機)、SQQ-89(V)10反潛作戰系統、改良型海麻雀點防禦防空飛彈(ESSM)的運用能力(此時ESSM尚未服役)、以UYQ-70 ADS取代UYQ-21、以COTS科技改良神盾顯示系統(包括以新的商用大型彩色多功能顯示器取代PT-525大型顯示器等)、強化SQS-53C聲納的水雷偵測能力、改良敵我識別能力(第一階段)、換裝可發射EX-171增程GPS導向砲彈(ERGM)的MK-45 Mod4 5吋62倍徑艦砲(DDG-80起)、聯合海上指揮資訊系統(JMCIS，後來改稱全球指揮管制系統-海上系統，GCCS-M)、CDL資料鏈管理系統(CDLMS)、整合式船艦控制系統(ISC，從DDG-83起)。
  - Baseline 6.2（DDG-85~87，2002～2003年服役）：ATWCS第二階段改良、以FDDI光纖區域網路取代原本銅軸電纜的資料多重傳輸系統(Data Multiplexing System，DMS)、雷達設定環境模擬訓練器(Radar Set Controller Environmental Simulator，RSCES)、ACTS內新增戰鬥部隊戰術訓練裝置(Battle Force Tactical Trainer，BFTT)軟體。
  - Baseline 6.3（DDG-88~90，2002~2003服役）：聯合接戰能力(CEC)、海軍區域彈道飛彈防禦(NAD)(已取消)。
  - Basline 6R原本是提康德羅加級巡洋艦升級工程代號， 後來改稱Baseline 8。

反潛系統方面，DDG-79~84的版本為SQQ-89(V)10版，DDG-85~90為SQQ-89(V)14版。火砲射控方面，DDG-81~84配備MK-34 Mod1艦砲武器系統，包括MK-160 Mod 8火砲計算機與MK-46 Mod 0 光電感測儀；而DDG-85~90則裝備MK-34 Mod2，光電系統升級為MK-46 Mod1，除了改用更新型的紅外線與電視攝影單元之外，還新增雷射測距儀。

##### AN/UYQ-70先進顯控台系列
Baseline 6的一項主要改革，就是開始引進利用COTS科技的AN/UYQ-70先進顯示系統(ADS)，逐步替換原有的UYQ-21顯控台。UYQ-70的主承包商為洛馬集團，次承包商包括DRS等公司。以往美國海軍軍規的顯示系統如UYA-4、UYQ-21都是單純的終端輸出裝置，而畫面、資料則完全由中央系統的UYK-7或UYK-43電腦提供；換言之，這就成為中央電腦的負擔。這在早先還不成問題，等到後來為了增加畫面的顯示效果與可讀性，改以彩色顯示，顯示器的解析度也越來越高，從而加重了中央系統的負擔。為了滿足顯示器越來越高的運算需求，主電腦也必須進行性能提升。為了根除這個問題，新的UYQ-70 ADS便孕育而生。UYQ-70不再只是個終端機，而是具備強大運算能力的圖形工作站，不僅能自行負責畫面的處理，還可提供多種功能輔助戰鬥系統的作業，如此便大幅降低主電腦的負荷。UYQ-70內含HP PA-RISC處理器(OA-7100/7300)、64MB記憶體、Barco的CX4100模組化圖形顯示處理器，運算處理能力強大。當然，UYQ-70系列使用與商業規格相容的開放式架構，包含符合工業界標準並被全球嵌入式電腦系統廣為採用的VME/VME64匯流排插槽(Versa Module Europa，VME)，故相容於民間市場上許多相關套件，不僅升級非常容易，而且來源多樣化，不會像以往軍規電腦般被某些特定規格綁死。除了顯控台之外，UYQ-70系列中還包括OA-9481/9482嵌入式處理系統(Embedded Processor System，ESPG)、CY-8874關鍵任務裝備(Mission Critical Equipment，MCE)以及MEV(Mission Essential Variant)等運算系統，而ESPG、MCE以及MEV都是無人操作的機櫃版本，擁有數十個VME插槽，可根據不同需求來選用不同形式的VME處理卡，來滿足不同的運算需求。這類自己內部就能負擔本身所需運算功能的子系統，就是未來神盾系統邁向全分散結構的基礎。UYQ-70是美國海軍各種下一代載台的標準工作站，將用於各型水面艦艇、潛艦甚至飛行器上，例如在美國海軍於1990年代末期完成的「艦艇自衛系統」(Ship Self-Defense System，SSDS)(美國海軍第一種真正的全分散式戰鬥系統)以及神盾系統Baseline 7這兩種全分散式艦載戰鬥系統中，便以UYQ-70便擔任整套戰鬥系統的統一監控、管制工作。此外，日本、澳大利亞、德國、挪威與西班牙等國也引進了UYQ-70系列工作站供其海軍載台使用，其中日本海自採用的UYQ-70由美國在2000年10月授權日本沖電氣電子公司(OKI)製造。
在頭兩艘伯克Flight IIA（DDG-79、80）上，戰情室便引進少量UYQ-70顯控台，以及支援顯控台的Q-70系列嵌入式處理系統（EPS）與OJ-721(V)新世代周邊機箱（NGP），但是核心的神盾顯示系統仍為UYQ-21/OJ-451顯示器，以及原有的OJ-663工作站。而從1995預算年度訂購的邱吉爾號（USS Churchill DDG-81）開始，則進一步擴大UYQ-70系列的使用規模，一共採用12套UYQ-70與四套商規顯控台，並以四個CLSD商規大尺寸平面顯示器取代原本神盾顯示器的四個PT-525大尺寸顯示器。雖然如此，神盾Baseline 6的大部分核心功能仍由改良型UYK-43/44(換裝新型處理器並以OSM套件改良)軍規電腦負責，UYQ-70只分擔了一部分原有的工作。

#### 整合式船艦控制系統(Integrated Ship Controls，ISC)
從哈沃德號（USS Howard DDG-83）起的伯克級Flight IIA （Baseline 6，Mod 11）加裝了被稱為「Smart Ship」的整合式船艦控制系統(Integrated Ship Controls，ISC)，用於提高全艦的自動化程度、增加船艦作業效率、降低人力需求以及節省後勤維修成本，ISC包括以下系統：
- 整合艦橋控制系統（Intergated Bridge System，IBS)：具整合化艦橋作業與導航功能，以導航雷達提供資料，具備自動計算航跡與路徑的能力，傳統海圖也被電子海圖取代。
- 整合船況評估系統(Integrated Condition Assessment System，ICAS)：提供資料，自動監控船艦作業與狀況，如推力等。
- 自動化損害管制處（Damage Control Quarters，DCQ)：提供損害情況，自動統整全艦損害資訊。
- 標準機械控制系統（Standard Machinery Control System，MCS)：自動統整關於推進系統以及發電機組的資訊。
- 船艦光纖寬頻網路(Fiber Optic Ship Wid Area Network，FO SWAN)：將各系統連結在一起。
- 無線內部通訊系統（Wireless Internal Communication System，WICS)。

上述裝備中，多半使用COTS電子產品。「Smart Ship」在1996年首在提康德羅加級的約克頓號(USS Youktown CG-49)，實際驗證的結果非常成功，艦上人員可以減去4名軍官以及44名士兵，不僅實現機艙無人化，平日航行所需的艦橋值班人力也大幅縮減，每年能節省約300萬美元的作業費用 ；而節約機艙與艦橋值班人力，也為日後可能的改良升級提供更多空間餘裕。但是約克頓號在測試時卻曾遇到Smart Ship的Windows NT4.0/Pentium系統當機，導致該艦失去動力、漂流海上的糗事。1998年，提康德羅加級的蓋茲號(USS Thomas S.Gates CG-51)成為第一艘加裝ISC的驗證艦。緊接著CG-47、49、50也跟進行改良，其他的提康德羅加級也將進行此方面的改良。

### Baseline7
神盾Baseline 7裝備於平可尼號(USS Pinkney DDG-91)以後的伯克級。以UYQ-70/CY-8874關鍵任務裝備(Mission Critical Equipment，MCE) 與MEV(Mission Essential Variant)、光纖多工區域網路構成的多處理器全分散電腦系統架構，徹底取代神盾系統原有的UYK-43/44等軍規電腦架構；從Baseline 7起，正式由過去的半分散構型，轉型為全分散式(Full-Distributed Architecture)架構，而此一硬體架構稱為神盾開放架構（Aegis Open Architecture，OA）。所謂全分散式結構就是將戰鬥系統中所有的運算功能徹底由各子系統分攤掉，每個子系統內都有處理器來負責本身所需的運算功能，而各系統間則以區域網路/匯流排相連。如此，系統中任何電腦的失效，都只會影響該部分的功能，而其餘部分仍能正常運作。由於各子系統只需負責本身功能，使用中型電腦即可，而不必採用昂貴的大型中央電腦。此外，由於各子系統間均是相連的，如果各系統有多餘的運算能力，便能互相作為備援；萬一某一子系統的電腦失效，原本該系統的功能就可被其他子系統的電腦接手，這樣艦載戰鬥系統還是能發揮完整的功能。不過目前的全分散式作戰系統只具備局部的相互備援能力，並非任何子系統的功能都可由其他子系統接手。除了可靠度大幅增加之外，全分散式戰鬥系統的運算能力也比集中式或半分散式系統為佳。
神盾Baseline 7服役初期就已經擁有4800MIPS的總體運算能力（是Baseline6的六至七倍，或者是Baseline4的200倍），並在2010年成長至16000MIPS以上，接近目前低階超級電腦的水準；能達到此一成長，都要拜全面使用COTS技術以及採用全分散、開放式電腦架構之賜。 雖然硬體架構已經徹底翻新，不過為避免立刻全盤改寫過去二十年來集美國海軍心血精華的神盾系統軟體，Baseline 7.1的軟體仍是以舊版軟體轉換而來，或者以虛擬機器模擬方式在新的硬體上執行，並非以開放式全分散電腦架構重新編撰，裝備此一版本神盾系統的為DDG-91~102（2004~2007服役）；直到後續的Baseline 7.2（又稱Baseline 7P1R，裝備於DDG-103~112，2008年起服役），才換用真正為全分散系統的軟體架構，在主要的開發工作中引進開放式架構（Open Architecture，OA），同時升級了計算機基礎設施、空中管制能力與近迫武器系統等，神盾Baseline 7新增項目：
- 換裝AN/SPY-1D(V)雷達、相容於海軍戰區廣域彈道飛彈防禦(NTW，使用標準SM-3飛彈，但實際上並未配備)。
- AN/SLY-2(V)先進整合電戰系統 (Advanced Integrated Electronic Warfare System，AIEWS，已於2002年取消)。
- LAMPS-3 Block2多功能艦載直昇機系統(使用SH-60R反潛直昇機，以及可攻擊潛望深度之潛艦的MK-50魚雷)。
- 整合CEC（聯合接戰能力）與Navy TBMD（美國海軍戰術彈道導彈防禦計劃）。
- 改採分散式先進電腦架構。
- 第二階段敵我識別能力改良(CIFF ＋ AN/SLQ-20B)。
- 射控系統升級以及整合入新開發的AN/WLD-1獵雷載具。
- MK-34 Mod 2艦砲武器系統（英语：Mark 34 Gun Weapon System）（含MK-160 Mod 9計算機與MK-46 Mod 1 光電瞄準儀）。

神盾Baseline7系列的主要升級項目如下：
- Baseline 7.1 ：DDG-91~102（2004~2007服役）採用神盾開放架構（Aegis Open Architecture，OA）由六個光纖多工區域網路與一個神盾區域互聯系統組成，六個區域網路分別是指揮決策系統區網、防空作戰系統區網、先進戰斧巡航飛彈區網、反潛作戰系統區網、神盾顯示系統區網與神盾戰備檢測系統區網等。
- Baseline 7.2（Baseline 7R 或稱Baseline 7P1R） ：從特魯克斯頓號（USS Truxtun DDG-103）開始的最後10艘伯克Flight IIA則進一步升級為Baseline 7.2 規格，主要改良包括更換為全分散系統架構撰寫的新軟體、具雙波束能力的改良型SPY-1D(V)相位陣列雷達、改良MK-41垂直發射系統、整合海軍水面戰鬥支援（Naval Surface Fire Support，NSFS）能力（包含新增兩門MK-38 Mod2 25mm遙控穩定機砲，又稱為火砲武器系統，Gun Weapon System，GWS） 、經過改良的MK-99防空飛彈射控系統以及SQQ-89A(V)15改良型整合反潛作戰系統（含聲納感測系統的改進）等等。

神盾系統升級到Baseline 7.1.2時曾發生一些問題，包括自動追蹤目標的資料庫管理不同步，顯示出的目標數量與實際數量不相符（例如把一個目標顯示成三個），需要更多人工介入修正 ；為了避免將錯誤資料分享給同一打擊群的其他船艦，美國海軍一度限制配備神盾Baseline 7.1.2的伯克級只能接收而不將本身獲得的戰術情資分享給其他船艦，或者在有限制的條件下將自身戰術資料傳給其他船艦。這個問題在Baseline 7.1.3解決。隨後的加速中期互相操作改進項目（Accelerated Mid-Term Interoperability Improvement Project，AMIIP）進一步減少了系統所需的人工干預，提高了整體作戰系統運作的效能，提升的範圍涵蓋船艦柵格鎖定與自動協同系統（Shipboard Gridlock System Automatic Correlation）、Link-11/16資料鏈、CEC聯合接戰能力、與E-2C預警機的傳輸、艦載自衛防禦系統、指揮處理系統的 傳輸溝通效能。
在2004年三月，配備神盾Baseline 7的伯克級飛彈驅逐艦鍾雲號(USS Chung Hoon，DDG-93)進行交艦前的實戰測試，過程中成功發射兩枚標準SM-2防空飛彈，並進行火砲實彈射擊，此外也驗證SPY-1D(V)經過強化的電子反反制能力以及AN/WLD-1獵雷載具的操作等等。 在2009年1月16號，首艘配備神盾Baseline 7.2（Baseline 7R 或稱Baseline 7P1R） 的伯克級斯特拉特號（DDG-104）完成交艦前的船艦系統作戰測評（Combat Systems Ship Qualification Trial，CSSQT)，過程中總共發射7枚SM-2 Block 3B半主動雷達/紅外線歸向防空飛彈， 其中一個科目是同時發射四枚SM-2攻擊多個空中目標；此外，項目還包括測試新的SQQ-89A(V)15反潛作戰系統的接戰能力，連續發射六枚導向魚雷攻擊高速迴避的水下目標，水面接戰項目則包括發射艦首MK-45 Mod4五吋艦砲與新裝的MK-38 25mm遙控穩定式機砲攻擊水面標靶。

### Baseline 8
Baseline 8是提康德羅加級升級計畫工程編號，後來改編號為Basline 9A 。從規劃起到落幕，因為局勢環境及預算因素，最終並不如預期完成計畫，以下簡述提康德羅加級升級計畫歷程：
在1998年5月8日，美國海軍下達價值19.7億美元的研發合約，來研發、測試與部署擁有全新架構的改良型神盾作戰系統（即Baseline 7）。這項計畫將會更新先前較舊型的神盾巡洋艦/驅逐艦的作戰系統至最新規格，並增添反彈道飛彈能力。
從2002年起，美國海軍開始規劃為提康德羅加級進行神盾系統升級計畫，是1999年擬定的巡洋艦轉換計畫（Cuiser Conversion Program，CCP）的延續。此一升級計畫的 執行分為兩個階段：第一個階段的程序稱為CR2/ACB 08（Advanced Capability Build 2008），從2008年度展開（首先於CG-52~58執行）， 早期稱為Basline 6R，後來改稱Baseline 8，引進Technical Insertion (TI 08)，將戰鬥系統電腦軟硬體架構更新到與Baseline 7R（相當於伯克Flight IIIA的DD-103~112）的水平。Baseline 8採用 與Baseline 7相同的全分散系統架構以及COTS商規組件化，實現了軟體架構與硬體的完全抽離，以UYQ-70工作站作為運算能力來源，子項目包括固態自動傳輸匯流排（Solid-state Automatic Bus Transfer，SABT）、整合影像資料分配系統（Integrated Vedio Data Distribution System，IVDDS）、操作整備與測試系統以及神盾顯示薄型客戶端顯示（Operational  Readiness And Test System/Aegis Display System Thin Client Display，ORTS/ADSTCD）等；此外，整合入SPY-1D(V)的改良型雷達處理器、EOSS光電感測器、SPQ-9B/ASMD追蹤雷達、SARTIS識別系統、CEC聯合接戰能力的USG-2終端設備、MK-116 Mod7反潛射控計算機（CG-52~58）、AN/SQQ-89A(V)15反潛作戰系統以及改良後的多功能拖曳陣列聲納（CG-59~73）、通用資料鏈管理系統（Common Data Link Management System，CDLMS）V5，以及標準SM-3、ESSM改良海麻雀防空飛彈、戰術型戰斧飛彈射控系統（TTWS） 、MK-160艦砲射控系統與MK-45 Mod4 5吋62倍徑艦砲、MK-15 Block 1B改良型方陣CIWS等新武器系統，此外整合SWAWASP/TEP艦載環境評估與武器效率/戰術環境處理器 。由於歷年來SPY-1雷達系統經過大幅升級，早期用來輔助長程對空預警的SPS-49二維對空搜索雷達便在此時遭到移除。 在2007年10月31日，美國海軍與BAE System在聖地牙哥的維修廠簽署碉堡山號（USS Bunker Hill CG-52）的改良合約（關鍵系統由洛馬提供），這是第一艘接受此一項目升級的提康德羅加級艦，升級工作在2008年展開，2009年完成。
而隨後的第二階段稱為AMOD CR3/ACB 12，從2012年度展開（執行於CG-59~64以及伯克級驅逐艦DDG 51~78），也就是升級為神盾Baseline 9A的水平。AMOD CR3是CCIP升級計畫的全部成果展現，在CR2/ACB-08的基礎上 ，計算機架構與顯控系統軟硬體再度升級，依照海軍開放式計算機架構（Open Architecture，OA）為神盾系統構建了一個通用計算機程序庫（library），並納入標準SM-6飛彈的運用能力。AMOD CR3/ACB 12具體項目包括單一感測器海軍整合射控防空計畫（Single Sensor Naval Integrated Fire Control-Counter Air，NIFC-CA）、換裝AN/SQQ-89A(V)15反潛作戰系統，技術插入12（Technology Insertion 12，TI 12）計算機硬體套件、敵我識別（IFF ）Mod 5、通用顯示系統（CDS）與通用處理系統（CPS），並首次引進第三方開發的軟體──航跡跟蹤管理/航跡跟蹤服務。完成ACB 12之後，神盾系統原有的舊型軍規系統架構硬體將完全被新的開放式商規系統取代。
美國海軍決定在ACB 12階段先為伯克級換裝MMSP與BMD 5.0，同時期升級的提康德羅加級（CG-59~64）的神盾Baseline 9A則不具備MMSP與BMD 5.0；這是因為最初MMSP是專門配合伯克Flight IIIA的SPY-1D(V)雷達所開發，如要配合提康德羅加級的SPY-1A/B相位陣列雷達（軟硬體、系統結構有許多不同），則又需要不少整合與研發工作。原本美國海軍打算在更進一步的ACB 14階段，為最後九艘提康德羅加級（CG-65~73）增加MMSP與BMD 5.0反彈道飛彈能力 ，而神盾Baseline 9A結合MMSP、BMD 5.0稱為Baseline 9B；然而由於預算因素，這個計畫遭到取消，因此從CG-59~73的神盾系統版本都會是Baseline 9A，不會納入MMSP與BMD 5.0。
在2014年7月眾議院軍事委員會海上力量與兵力投送委員會的聽證會上，美國海軍助理部長表示，美國海軍仰賴提康德羅加級提供航空母艦戰鬥群的防空指揮機能（提康德羅加級的戰情中心人員編制比伯克級多，防空作戰指揮能力較強），需要部署11個航母戰鬥群，11個防空指揮中樞（言下之意就是美國海軍只需要保持11艘提康德羅加級維持現役）。美國海軍提交的2015財年預算中提到，為了因應嚴峻的預算情況，確保幾個高優先度的新艦計畫（尤其是俄亥俄級彈道飛彈潛艦替換計畫）的資金，打算只保留11艘提康德羅加級飛彈巡洋艦作為現役，另外11艘則停役封存並進行改良，完成改良之後就回到現役，並對應將一艘現役未改良的提康德羅加級汰除。如果這項計畫獲得美國國會支持，將只有11艘提康德羅加級進行前述的完整改良。
依照2016年以後的計畫，美國海軍排定除了蒙特尼號（USS Monterey CG-61）之外，其餘21艘提康德羅加級飛彈巡洋艦艦都會陸續將神盾系統升級為Baseline 9A的水平；其中，先前已經升級為Bseline 8的CG-52~58（即CR2/ACB 08程序）會進一步引進ACB 12軟體架構但保留TI08硬體架構（稱為ACB 12/TI 08），CG-59、60、62與CG-53在2010年代上半完成了前述的AMOD CR3/ACB 12改良程序（神盾系統Baseline 9A），而接下來CG-63~73（原本CG-61、63、64、67、70、72、73大致是神盾Basline 5.3，CG-65、66、68、69、71大致是神盾Baseline 6.1）則會引進更先進神盾Baseline 9A版本，擁有ACB 16軟體架構與TI 16計算機硬體架構。由於針對提康德羅加級的神盾Baseline 9A系列排除了反彈道飛彈能力，因此提康德羅加級升級後就不再擔任反彈道飛彈任務，專心執行航空母艦的防空護衛任務；而原先提康德羅加級裝備的舊版BMD（4.0或3.6）也會在改裝工程中移除。並繼續維持先前逐步封存11艘進行改裝的計畫，因此提康德羅加級的神盾升級計畫實際執行狀況，還有待觀察。
如果美國海軍以擁有96管垂直發射器的伯克級飛彈驅逐艦取代擁有122管垂直發射器（8*8 64管一組，每組有三管安置裝填起重機）的提康德羅加級，意味著美國海軍可用的垂直發射飛彈數量將會減少（例如在2020至2026年退役11艘提康德羅加級若以伯克級1：1替換，美國海軍船艦的垂直發射管總數就會減少286個）。2023財年國防授權法案允許美國海軍在2023財年除役四艘提康德羅加級。在2023年8月14日，提康德羅加級的莫比爾灣號（USS Mobile Bay CG-53）除役，隨後尚普蘭湖號（USS Lake Champlain CG-57）在9月1日除役，聖賈辛托號（USS San Jacinto CG-56）在9月15日除役，碉堡山號（USS Bunker Hill CG-52）（USS Bunker Hill CG-52）在9月22日除役。

### Baseline 9
在2008年，美國海軍確定將DDG-1000 朱瓦特級驅逐艦減產為三艘，隨後CG（X）飛彈巡洋艦計畫也在2011年度被取消。作為替代，美國海軍繼續建造10艘改良型伯克Flight IIA，前三艘（DDG-113~115）屬於重啟生產型（Restart），後七艘（DDG-116~122）為技術增進型（Technology Insertion），並緊接著建造伯克Flight III（DDG-123起，目前打算建造24艘）。伯克級Flight IIA 重啟生產型開始使用的神盾系統版本就是Baseline 9，這是基於2007年展開的神盾系統先進能力構築12（Advanced Capability Build，ACB 12）系統，在2012財年起正式換裝。具有同時執行傳統艦隊防空和反彈道飛彈防禦（Ballistic Missile Defense ，BMD）任務的整合防空與彈道飛彈防禦（Integrated Air and Missile Defense，IAMD）能力。2012年5月裝上正進行大翻修的伯克Flight I的約翰.保羅瓊斯號（USS John Paul Jones DDG-53）上進行測試工作。
在神盾Baseline 9也以新的作戰通用顯示系統（Common Display System，CDS）來取代原本的UYQ-70；CDS是一種三平面顯示器工作站，體積比UYQ-70更為小巧，具有良好的通用能力。配合NIFC-CA的架構，神盾Baseline 9把射控邏輯完全物件化，無論CEC網路或單一雷達（包括本身或來自其他平台）的資料都是平行的物件，只要品質夠好的資料都可以用來進行防空飛彈射控作業。Baseline 9系列新增項目：
- Basline 9A：是用於提康德羅加級的版本，擁有ACB 12計算機硬體架構、單一感測器、整合射控防空能力（NIFC-CA）以及SM-6防空飛彈，但不包括多任務信號處理器（Multi-Mission Signal Processor，MMSP）以及BMD 5.0（彈道飛彈防禦5.0），因此只能純粹執行一般的防空作戰任務，不具備反彈道飛彈能力。美國海軍原本曾打算以神盾Basline 9A進一步引進MMSP與BMD 5.0，稱為神盾Baseline 9B，但由於巡洋艦升級項目（Cruiser Modernization，CG Mo）因預算因素及大修改裝工期拖延過久，因此升級後的提康德羅加級會專注於傳統艦隊防空任務。
- Basline 9B：原本計畫為神盾Basline 9A後的提康德羅加級引進MMSP與BMD 5.0升級計畫編號，由於預算因素而取消。原先岸基神盾計畫最初稱為Basline 9E，在原本為提康德羅加級規劃的Basline 9B取消後就改稱為Basline 9B來遞補； 岸基神盾最早部署於羅馬尼亞與波蘭，羅馬尼亞的版本是Baseline 9.B1，稍後建造的波蘭陸基神盾則為Baseline 9.B2。
- Basline 9C：是為現有伯克Flight 1/2/2A（DDG-51~90）升級的型號，
- Basline 9D：用於新造的重啟生產型與技術增進型伯克Flight IIA（DDG-113~124）。Baseline 9C與Baseline 9D的規格相同，版本發展也完全對應，都具備MMSP多任務處理器與BMD 5.0+，能同時執行艦隊防空與BMD能力（即IMAD）。
- Basline 9C0：神盾Baseline 9C0的BMD能力為5.0版（神盾Baseline 9C1的BMD為5.0CU版），結合ACB12/IT12系統架構，使用前述的多任務信號處理器（MMSP），具備整合艦隊防空與彈道飛彈防禦（Integrated Air and Missile Defense，IAMD）能力以及海軍整合射控防空計畫（NIFC-CA） 的擴增 1（Increment 1）構型，換裝新開發的AN/SQR-20（後改稱為TB-37U）整合多功能拖曳陣列聲納系統（MFTA）以及配套的AN/SQQ-89A(V)15 水下戰鬥系統，改良戰術型戰斧飛彈武器系統（TTWCS）的軟硬體設備；升級艦砲武器系統（GWS），改用基於商規Ethernet區域網路的介面，引進技術增進12（Technology Insertion，TI 12）計算機硬體套件、敵我識別Mod 5（IFF Mod 5）裝備、I/O Trident Warrior； 全面升級衛星通信系統，包括商用寬頻衛星計畫（Commercial Broadband Satellite Program，CBSP）、海軍多頻譜終端機（Navy Multiband Terminal，NMT），CBSP與NMT的組合是美國海軍新一代的AEHF、WGS軍用/商用衛星通信服務，將全面取代美國海軍現有的DSCS/DSCS SLEP、Milstar、UFO軍用衛星通信以及Inmarsat商用衛星通信等個別系統，之後美國海軍艦艇只需要CBSP/NMT的系統與終端設備就能涵蓋所有的衛星通信服務；整合艦艇網路系統（Integrated Shipboard Network System，ISNS）升級為D(V)9版（伯克級使用的是基於GbE Ethernet網路架構的USQ-135D(V)9，用於水面作戰艦艇），此系統結合艦艇與岸基單位的網路系統如海軍戰術指揮支援系統（NTCSS）、全球指揮管制系統海上版（GCCS-M）、海軍標準整合人員系統（NSIPS）、海軍任務規劃系統（NAVMPS）、戰區作戰管理核心系統（TBMCS）與戰術型戰斧飛彈武器系統等，透過底層的SIPRNET保密網路、NIPRNET非保密網路以及其他網路系統進行資訊傳輸交換 。伯克Flight 2重啟生產型配備擴增 F（Increment F）構型的艦艇信號探索設備（SSEE），是先前擴增 E構型（Increment E）的改良型，主要改進包括使用FPGA嵌入式與網路伺服器技術，其功能是透過密碼分析技術來對搜獲的電子情資進行分析、識別與定位，進而取得有價值的外部與內部資訊。神盾Baseline 9C0只能使用大氣層外攔截的SM-3 Block 1A/1B反彈道飛彈[14]。
- Basline 9C1：引進BMD 5.0能力升級版（Capability Upgrade，CU），除了大氣層外攔截的SM-3 Block 1A/1B反彈道飛彈之外，首度納入引進海上終端彈道飛彈防禦（Sea-Based Terminal ，SBT）的擴增一（Increment 1），也就是使用可在大氣層內攔截彈道飛彈的標準SM-6飛彈雙任務型第一階段（Dual 1），此外還有擔負一般防空任務的標準SM-6  Block 1/1A、標準SM-2 Block 4、ESSM Block 1防空飛彈等。
- Basline 9C2：神盾Basline 9C2是基於神盾系統先進能力構築16（Advanced Capability Build，ACB 16），2016財年展開；伯克Flight 2A重啟生產型從DDG-119起使用神盾Basline 9C2，而部分現有伯克級升級時也會升級到此一標準（第一艘升級到完整神盾Basline 9C2是小羅斯福號(USS Roosevelt DDG-80)，2020年3月重新部署）。ACB 16/神盾Baseline 9C2包括NIFC-CA的擴增2（Increment 2）、新增AN/SPQ-9B X波段雷達（DDG-118起，取代SPS-67平面搜索雷達，並整合到神盾系統的防空作戰迴路中）、戰場敵我識別改進（IFF Mode 5/S，DDG-118起）、BMD 5.1（結合EOR與SBT Increment 1）、C5I系統升級（含CANES、JTT-M、GCCS-M、CDL、CDLMS）、AN/SLQ-32 (V)6（即SEWIP Block 2）電子戰系統（DDG-117起）、技術增進16（Technology Insertion， TI 16）計算機硬體 套件（DDG-121起引進）、通用資源函式庫（Common Source Library）、與MH-60R反潛直昇機之間的開放式介面整合（Open Interface Integration，即Hawk Link通用資料鏈，DDG-118起）、AN/SPQ-9B X波段雷達偵測潛望鏡能力提升、整船戰術訓練能力（Total Ship Training Capibility，TSTC，DDG-118起）。ACB 16/神盾Baseline 9C2能相容的防空飛彈包括標準SM-2、ESSM Block 1、標準SM-6 Block 1/1A與Dual 1/2、SM-3 Block 1A/1B/2A反彈道飛彈[15]。

在2015年，美國海軍引進第一套測試用的神盾Baseline 9C2，結合BMD 5.1、SM-3 Block 2A反彈道飛彈以及ACB 16（但計算機硬體架構 為TI12），之後裝在約翰.保羅.瓊斯號（DDG-53）進行測試。
新造伯克級方面，重啟生產型（DDG-113~115）以及技術增進型（DDG-116~124）的神盾Baseline 9D的規格基本上從Baseline 9C1起跳，從德爾伯克.布萊克號（USS Delbert D. Black DDG-119）起引進相當於Baseline 9C2的規格。
從DDG-116開始的伯克級增加名為加固海基網路事業服務（Consolidated Afloat Network Enterprise Services，CANES）的整合開放式網路環境，將艦上原本各種獨立的網路運算環境/應用系統的功能整合為單一的網路架構 ，包含前述的ISNS（終端為ISQ-153）、聯合事業區域資訊交換系統海F上版（CENTRIXS-M，終端為USQ-185）、敏感性隔離資訊網路（SCI Networks，終端為USQ-148）、潛艦區域網路（SubLAN，終端為USQ-177）、影像資訊交換系統（VIXS）等 ；CANES的核心是透過軟體虛擬伺服器軟體，在一套共通的計算硬體上執行原本不同網路系統的應用程式，取代原本各網路系統的專屬機櫃硬體。在2010年，美國海軍進行CANES的初期概念實驗，以ISNS為基礎再加上一套通用電腦環境（CCE）設備，以CCE上的各模擬器軟體取代原本各個網路系統所需的專屬硬體機櫃，此計畫稱為事業早期用戶（Enterprise Early Adopters）計畫，安裝在林肯號（CVN-72）航空母艦以及其戰鬥群所屬的聖喬治岬號（USS Cape St. George CG-71）飛彈巡洋艦與索普號飛彈驅逐艦（USS Shoup DDG-86）上進行測試，其中林肯號的版本將原本各網路系統所需的16個機櫃（其中6個為ISNS機櫃）大幅減為8個（7個ISNS機櫃以及一個專屬網路系統機櫃），可節省可觀的機房空間、電力需求與重量（例如索普號與聖喬治岬號在2009財年就節省了570萬美元）。在2010年3月，美國海軍授與諾格與洛馬兩組競爭團隊關於CANES的初始發展與概念展示合約，經過兩年的概念和原型測試評估後，在2012年2月正式選擇諾格為CANES的承包商，授予其工程發展合約以及首批CANES量產版的生產合約（包括一套驅逐艦版以及兩套兩棲突擊艦版）；在2013年3月27日，美國海軍資訊戰系統司令部（NAVWAR）發出CANEW全面部署量產單元的提案徵求書，2013年12月決標，2014財年起開始全面部署，預定在10年內（2023年之前）部署到超過190艘水面艦艇與潛艦上；CANES服役後，硬體以四年為週期進行升級，作業環境軟體以兩年為週期進行升級，應用程式以一年為升級週期。先前的伯克級與提康德羅加級也陸續回廠加裝CANES（第一艘換裝量產型CANES的伯克級是DDG-69，2012年12月開始安裝）。
從DDG-117起的伯克級開始配備AN/SLQ-32(V)6 SEWIP Block 2電子戰系統。從DDG-118起的伯克級開始加裝AN/SPQ-9B X波段追蹤雷達來取代原本的AN/SPS-67C平面搜索雷達，不過在換裝AMDR雙波段（X/S頻）雷達系統的伯克Flight III之前，SPQ-9B仍使用專屬的雷達後端。改進SQQ-89A(V)15反潛作業系統，首度加裝AN/SQR-20（TB-37U）拖曳陣列聲納、新的聲納浮標信號接收機來替換ARR-75、更新聲納室冷卻系統等，而原本用來與LAMPS-3反潛直昇機溝通的AN/SRQ-4資料鏈（直昇機上的終端為AN/AQR-44，合稱為Hawk Link）也予以升級，從原本僅限於與LAMPS-3改為能與海軍各種空中平台進行傳輸，包括MH-60R反潛直昇機（其通信終端為AN/ARQ-59）、MQ-8B火斥候（Fire Scout）無人直昇機、P-3/P-A反潛機等，而新版SRQ-4稱為Hawk Link通用資料鏈（Comon Data Link，CDL）。此外，CEC聯合接戰能力系統使用新開發的通用陣列組件（Common Array Block，CAB），採用第三代氮化鎵（GaN）製作的主動相位陣列天線作為收/發硬體。

### Baseline 10C/ACB 20
美國海軍原本也打算在ACB 16中把AMDR雙波段雷達（DBR）與神盾系統結合，準備用於伯克Flight III（2016財年開始訂購）；然而由於預算刪減，美國海軍只好將這項工作從ACB 16刪除，等到2020財年展開的ACB 20才能進行。如果美國海軍沒有另外以獨立的合約進行這項工作，則就只能等到ACB 20才能進行AMDR與神盾系統的整合，而第一艘柏克Flight III（DDG-123）排訂在2023年達成初始戰力（IOC），如此只有不到三年的時間進行整合與測試工作，時間非常緊迫。
配合伯克Flight III驅逐艦與AMDR雷達的ACB 20被稱為神盾Baseline 10C，項目包括結合AMDR S波段雷達（即AN/SPY-6）、BMD能力6.0版（主要變更就是結合AMDR S波段主動相位陣列雷達）、AN/SLQ-32 SEWIP Block 3電子戰系統 、Nulka主動反制誘餌強化、MK-160艦砲射控系統（GCS）升級、整合ESSM Block 2防空飛彈、近迫防禦系統（CIWS）感測器整合入戰鬥系統（即MK-15 Block 1B Baseline 2C）、Link 16 J3.4信號提升（Message Update）、先進防空/反彈道飛彈任務計畫器（Advanced AAW & BMD Mission Planer）。ACB 20能相容的防空飛彈包括標準SM-2、ESSM Block 1/2、標準SM-6 Block 1/1A、SM-3 Block 1A/1B/2A反彈道飛彈。第一艘裝備神盾Baseline 10系統、AN/SPY-6相位陣列雷達的是2023年6月27日服役的伯克級Flight III首艦傑克.盧卡斯號（USS Jack H. Lucas DDG-125）。
在2019年1月中旬美國海軍水面船艦協會年會（2019 Surface Navy Association Symposium，SNA 2019）中，洛克希德.馬丁海軍作戰系統集團（Naval Combatants Group）主管Jim Sheridan還透露，除了結合AN/SPY-6相位陣列雷達之外，神盾Baseline 10還打算納入幾種發展中的未來新船艦系統，包括由洛馬集團開發、名為整合光學殺傷監視系統（High Energy Laser and Integrated Optical-dazzler with Surveillance，HELIOS）的雷射武器系統。Jim Sheridan也表示，神盾Baseline 10能用來升級使用AN/SPY-1相位陣列雷達的舊型號神盾艦上，包含國內外客戶。
包括伯克級Flight III飛彈驅逐艦（使用AN/SPY-6(V)1相位陣列雷達），以及現役伯克級換裝AN/SPY-6(V)4相位陣列雷達，都會配合使用神盾Baseline 10系列作戰系統與BMD 6的組合。

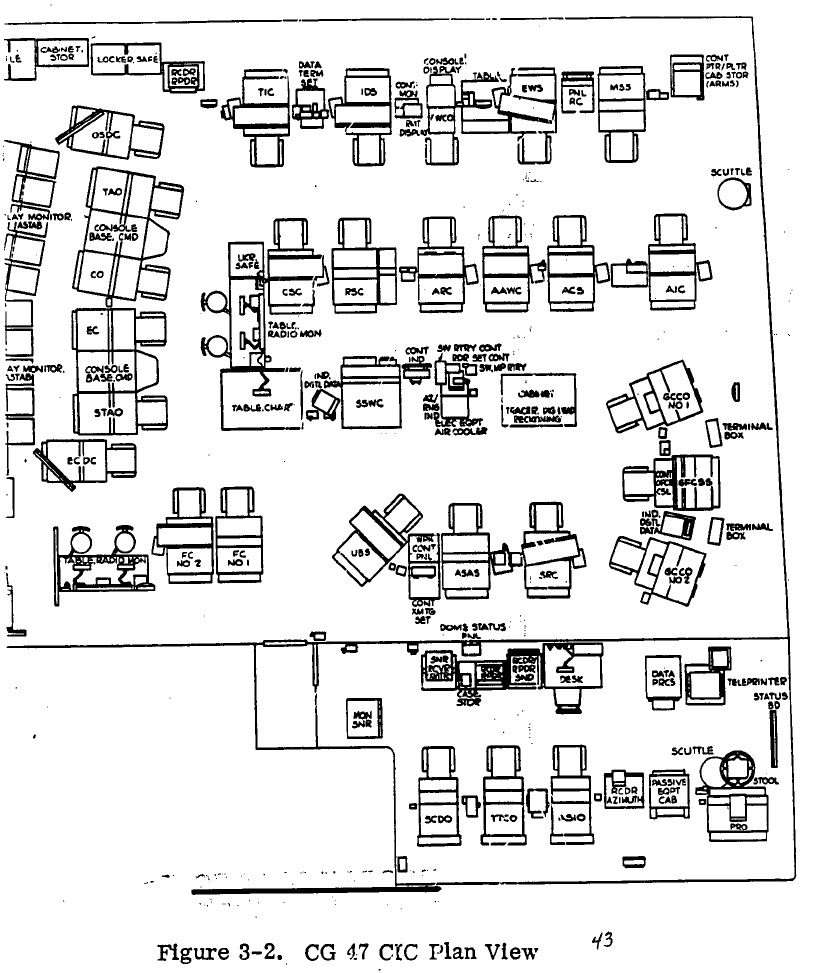
神盾戰鬥資訊中心的規劃
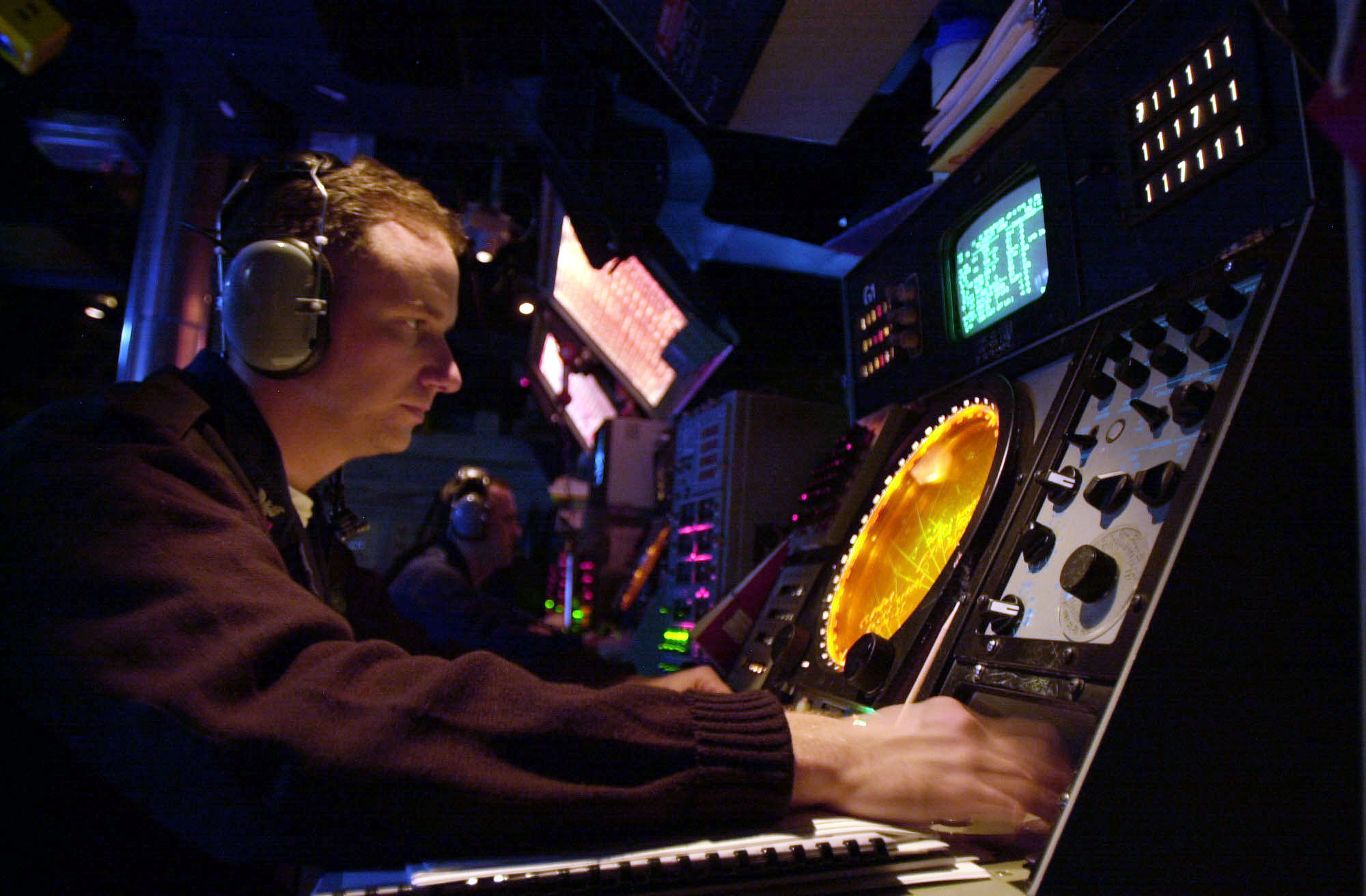
CG-57 CIC 戰情中心的UYA-4/OJ-197單色顯示控制台
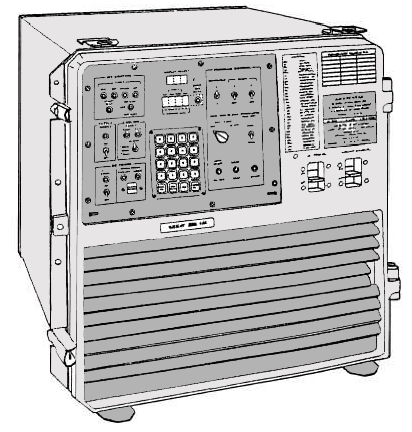
AN/UYK-44中型電腦
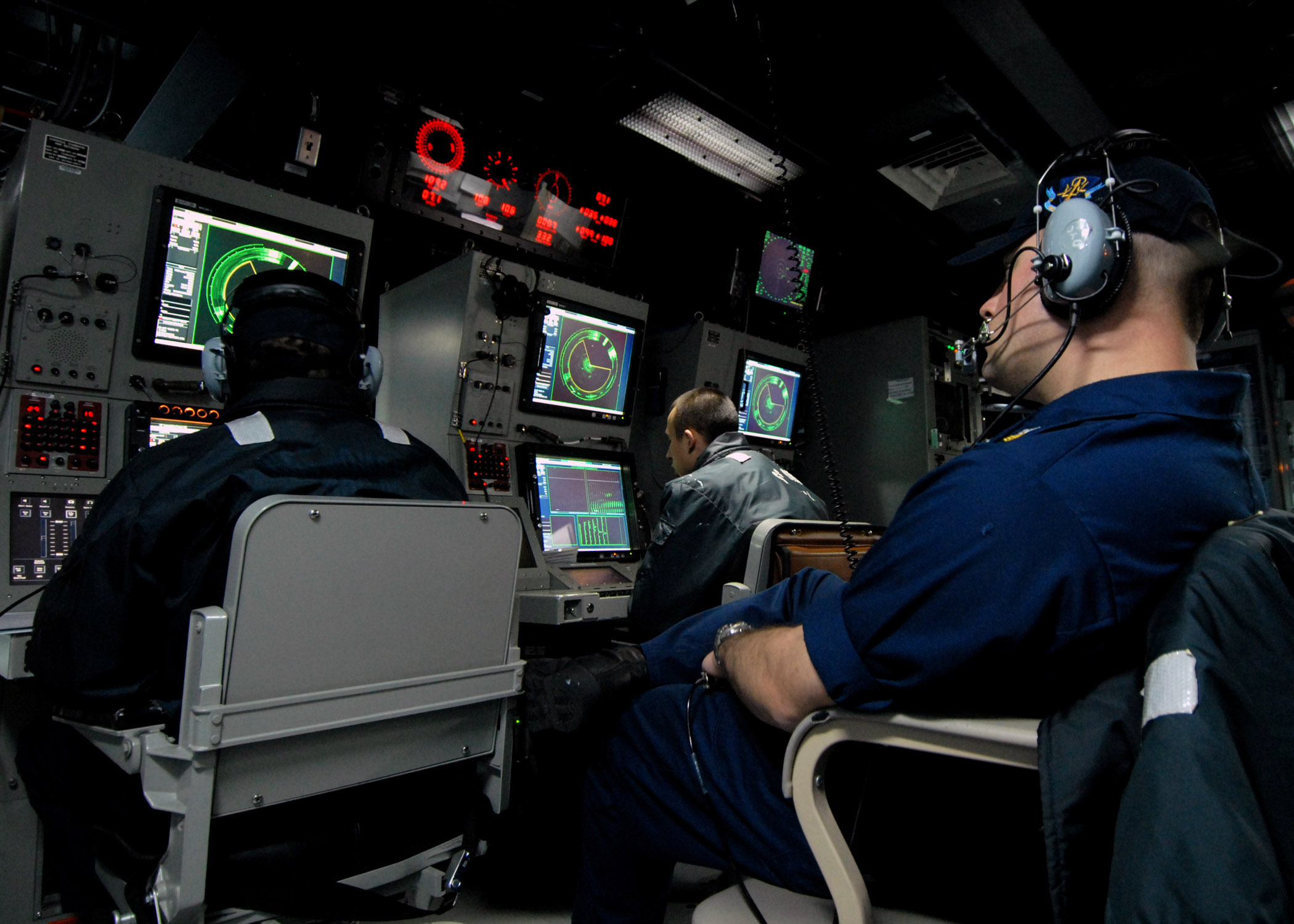
USS Momsen (DDG-92) SQQ-89(V)3反潛作戰系顯示控制台
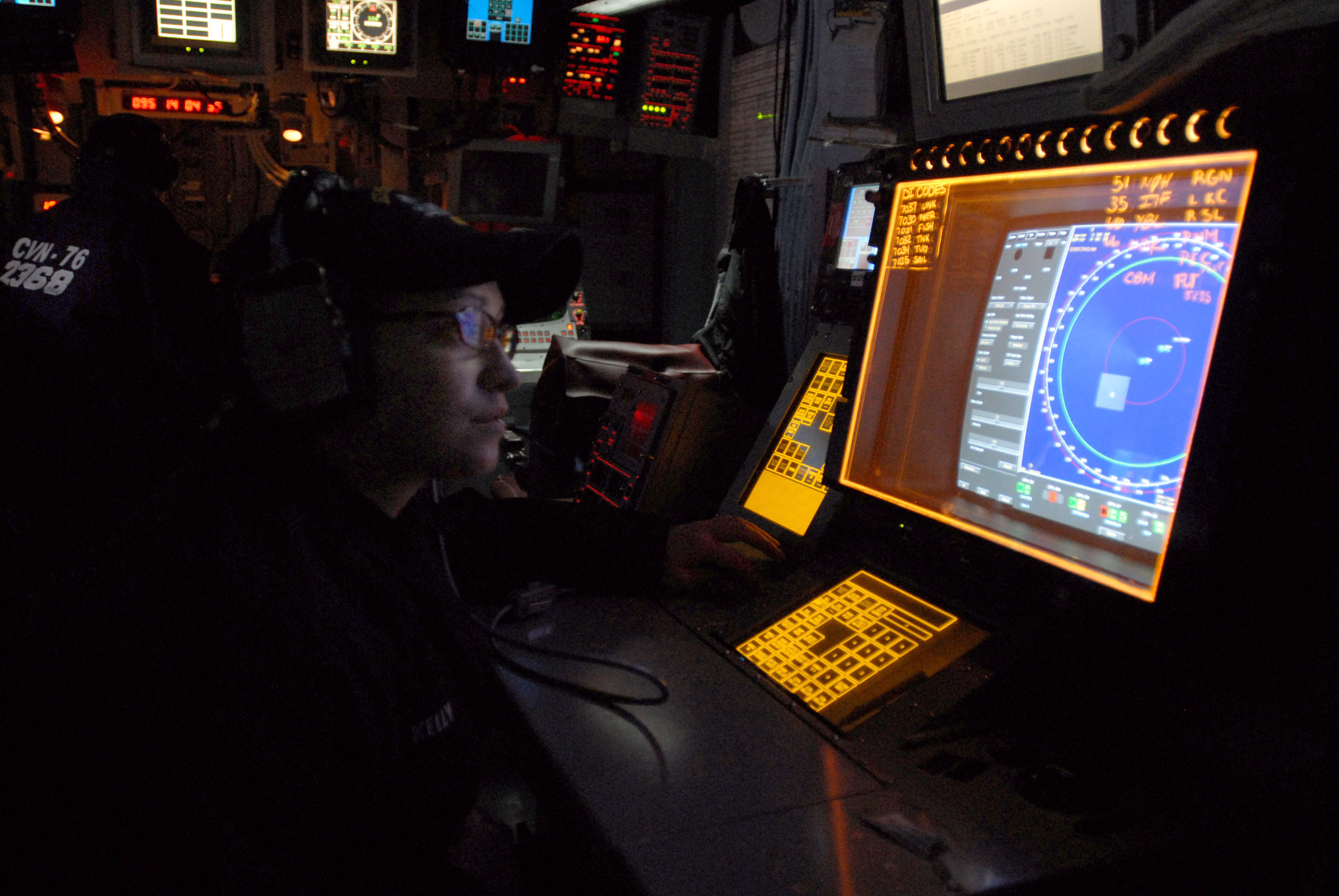
AN/UYQ-70先進顯示控制台
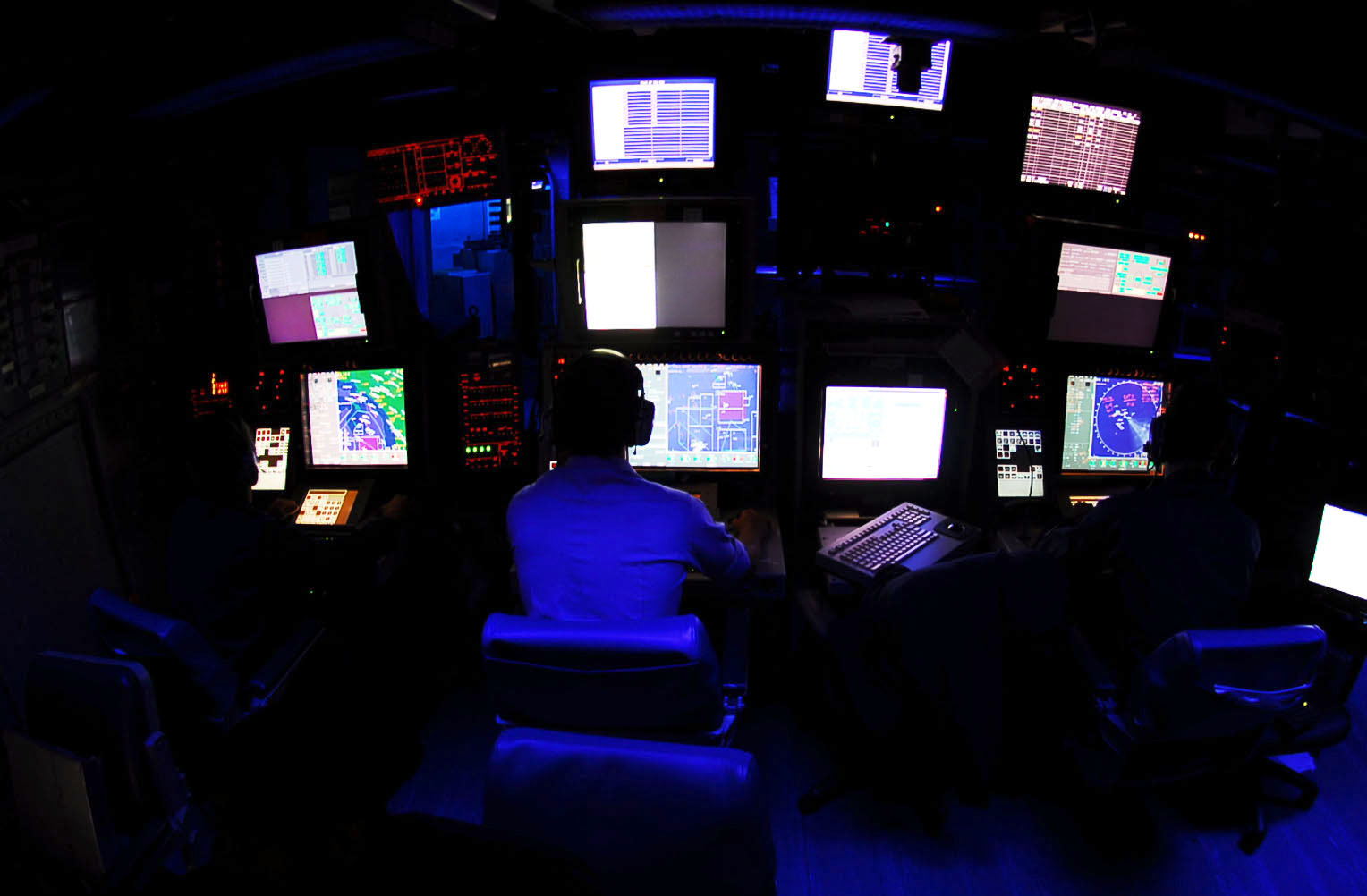
在CVN 74航空母艦 CIC的 AN/UYQ-70先進顯示控制台
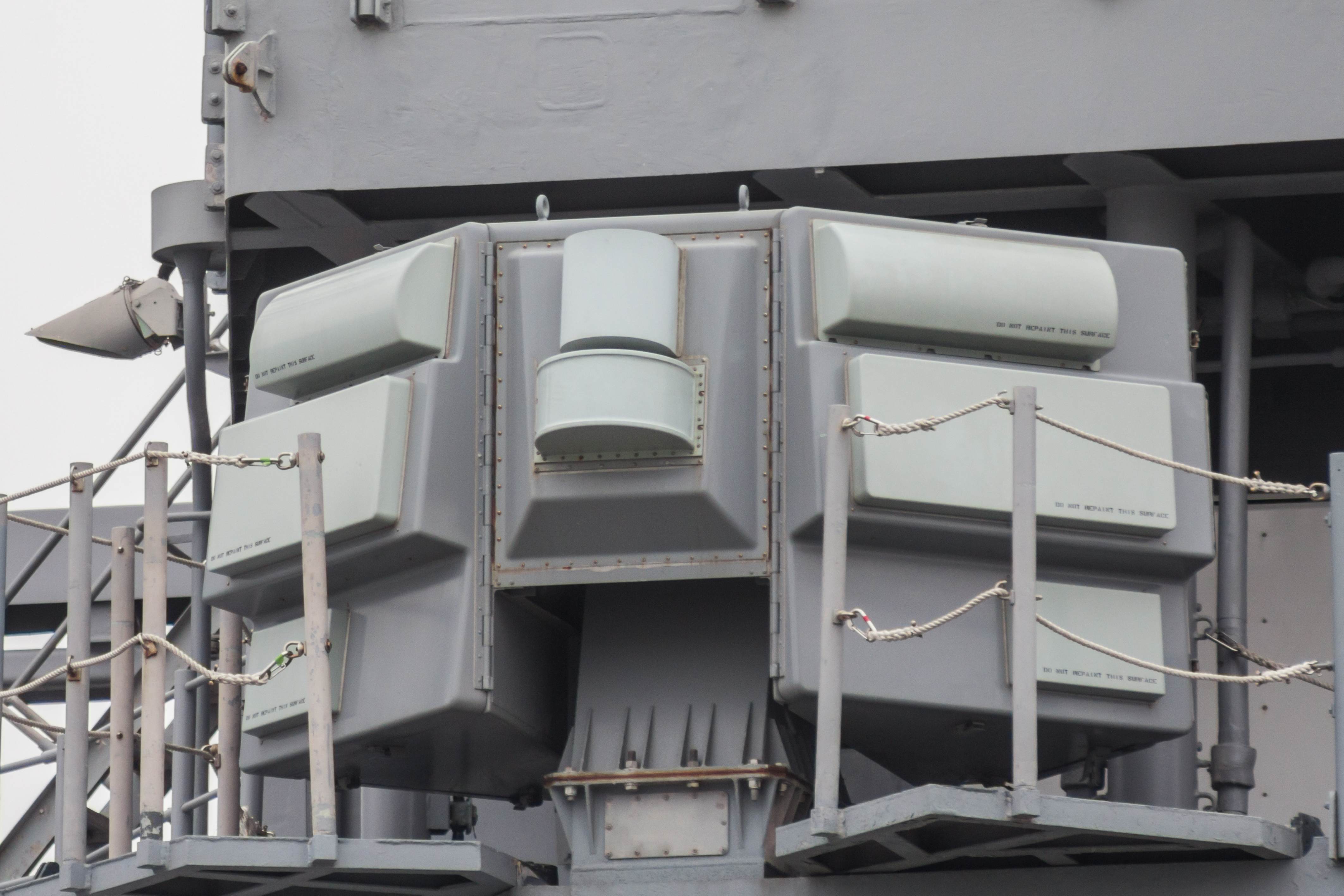
拍攝於2014年4月13日，提康德羅加級伊利湖號 CG-70安裝的 AN-SLQ-32(V)3 電子戰系統天線組
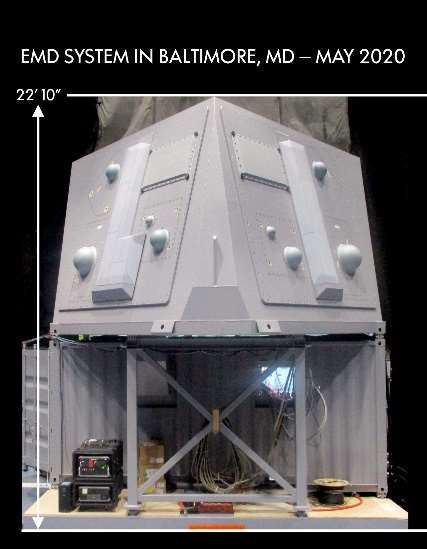
測試中的SLQ-32(V)7 電子戰系統天線組
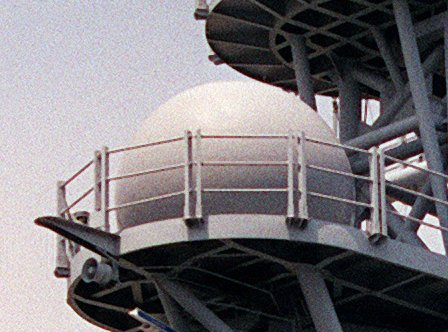
尼可森號驅逐艦 (DD-982)（英语：USS Nicholson (DD-982)）上的AN/SPQ-9A雷達
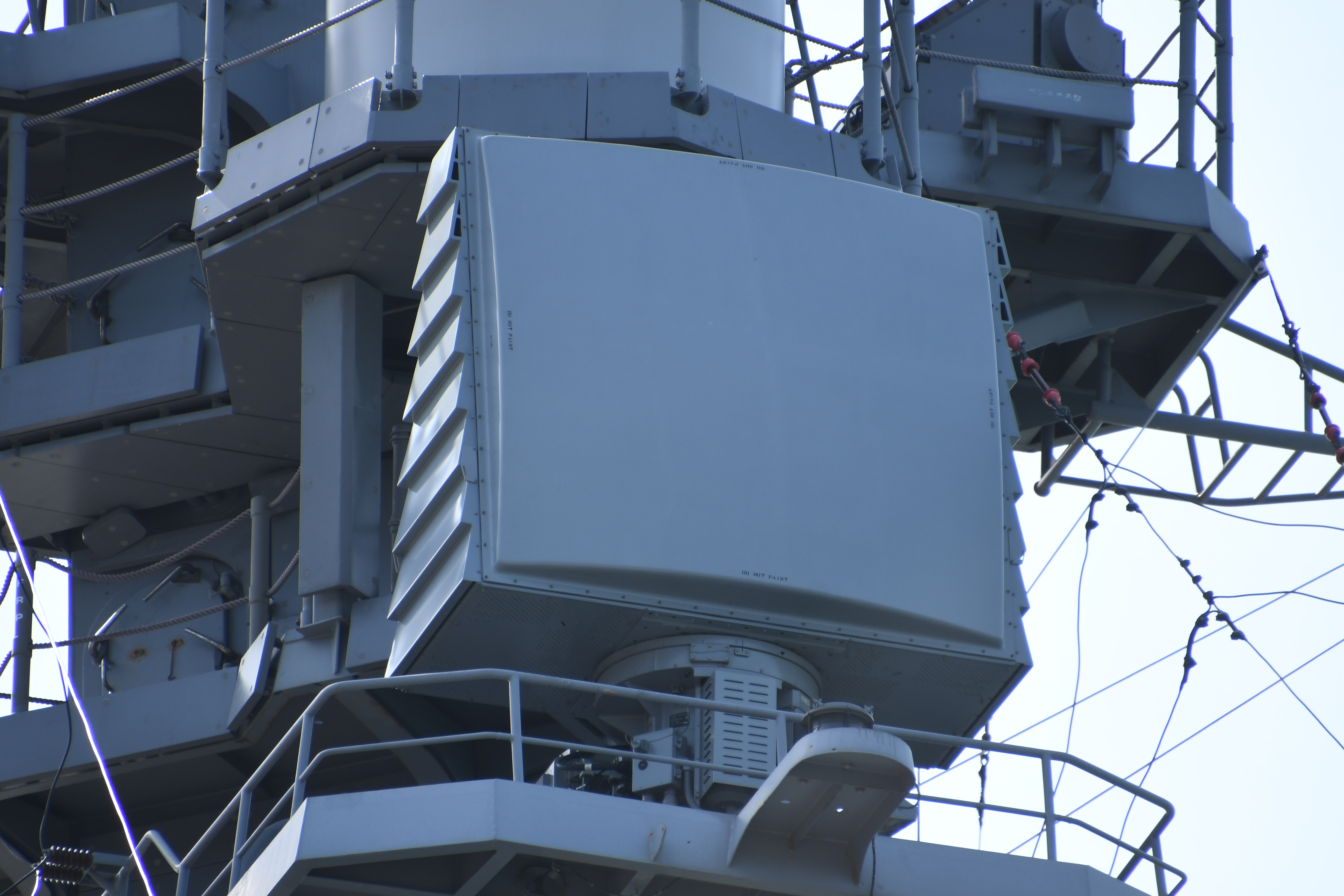
海上自衛隊愛宕號護衛艦(DDG-177)上的AN/SPQ-9B雷達，拍攝日期：April 13, 2019

## 作战记录
波斯灣戰爭、伊拉克戰爭及所有美國海外介入行動中都有神盾艦的身影，但絕大多數是當作偵查與戰斧巡航導彈的發射平台。
1988年7月3日，裝有神盾系統的美國海軍提康德羅加級飛彈巡洋艦文森斯號（USS Vincennes，CG-49）在兩伊戰爭中發射兩枚SM-2MR誤擊了伊朗航空655號班機，造成290名平民死亡。
1996年台海飛彈危機中，美國海軍提康德羅加級飛彈巡洋艦碉堡山號導彈巡洋艦（CG-52）駛入台灣海峽使用神盾系統來監測东风-15短程弹道导弹的落點。
2016年10月9日，美國海軍阿利·伯克級驅逐艦梅森號（DDG-87）報告說，在紅海遭到從胡賽武裝控制的葉門領土發射的巡航飛彈的襲擊，這些飛彈看起來與一周前從葉門發射的飛彈相似，該飛彈擊毀了阿拉伯聯合酋長國控制下的一艘租賃迅捷號高速運輸船，後者正在支持葉門政府對抗胡賽武裝。對那枚飛彈造成的損害進行分析後，專家們認為這是一枚努爾飛彈。向梅森號驅逐艦發射的飛彈沒有造成損害，美國當局聲稱使用了防禦性反措施，包括發射防禦性飛彈。
2023年紅海危機中，多艘装备神盾系統的美国海军阿利·伯克级驱逐舰多次击落了胡塞武装的导弹和无人机。

## 使用神盾系統的國家
分為海基與陸基兩種。

### 海基

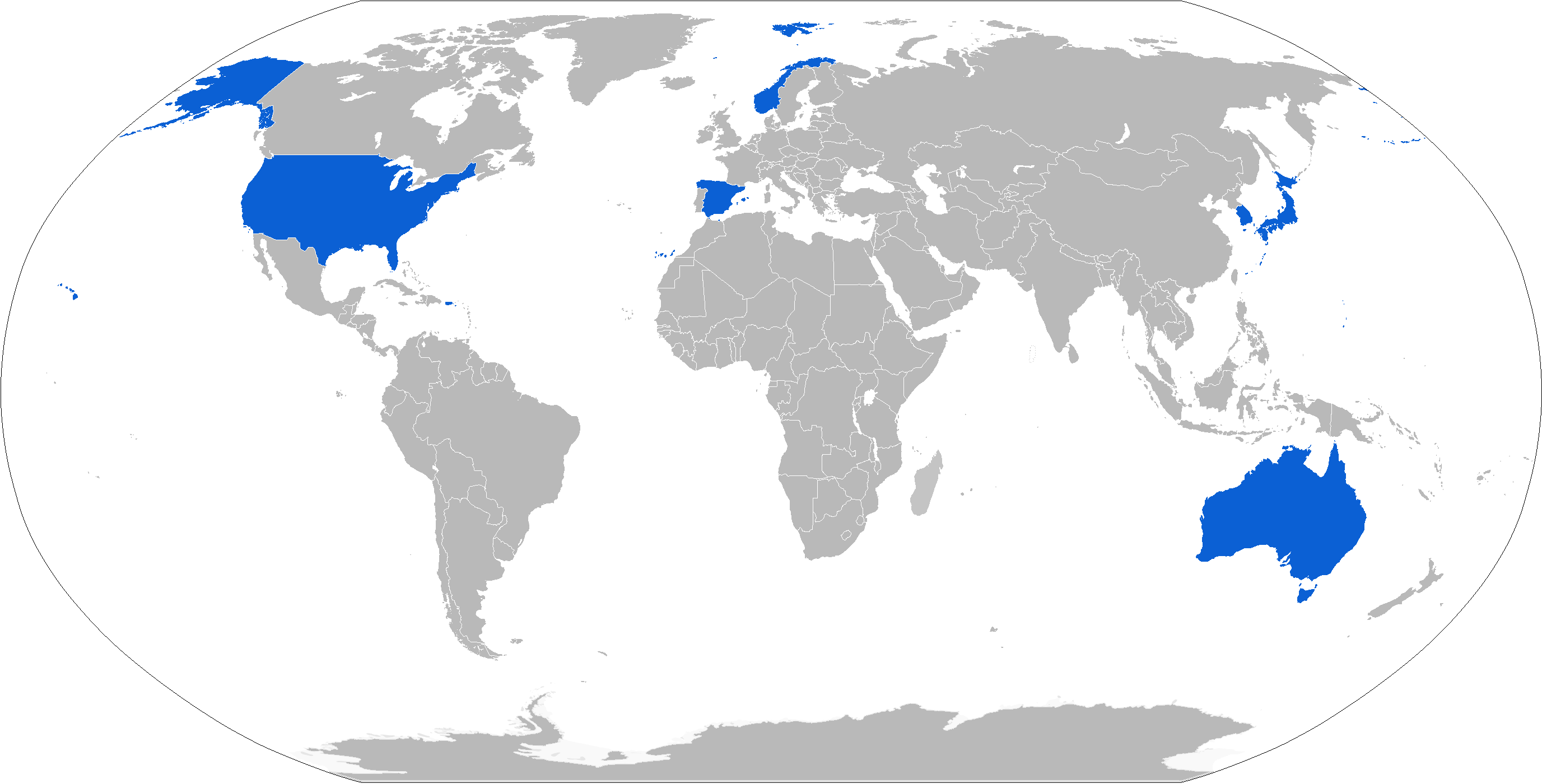
海基神盾系統的使用國家

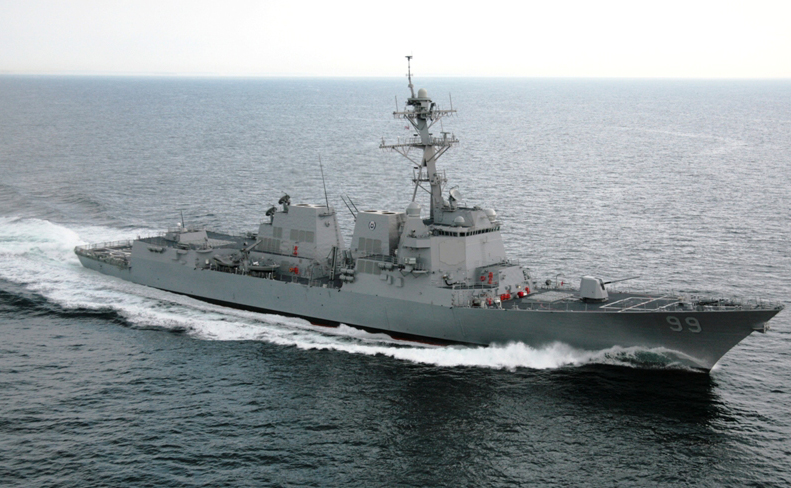
阿利·伯克級驅逐艦
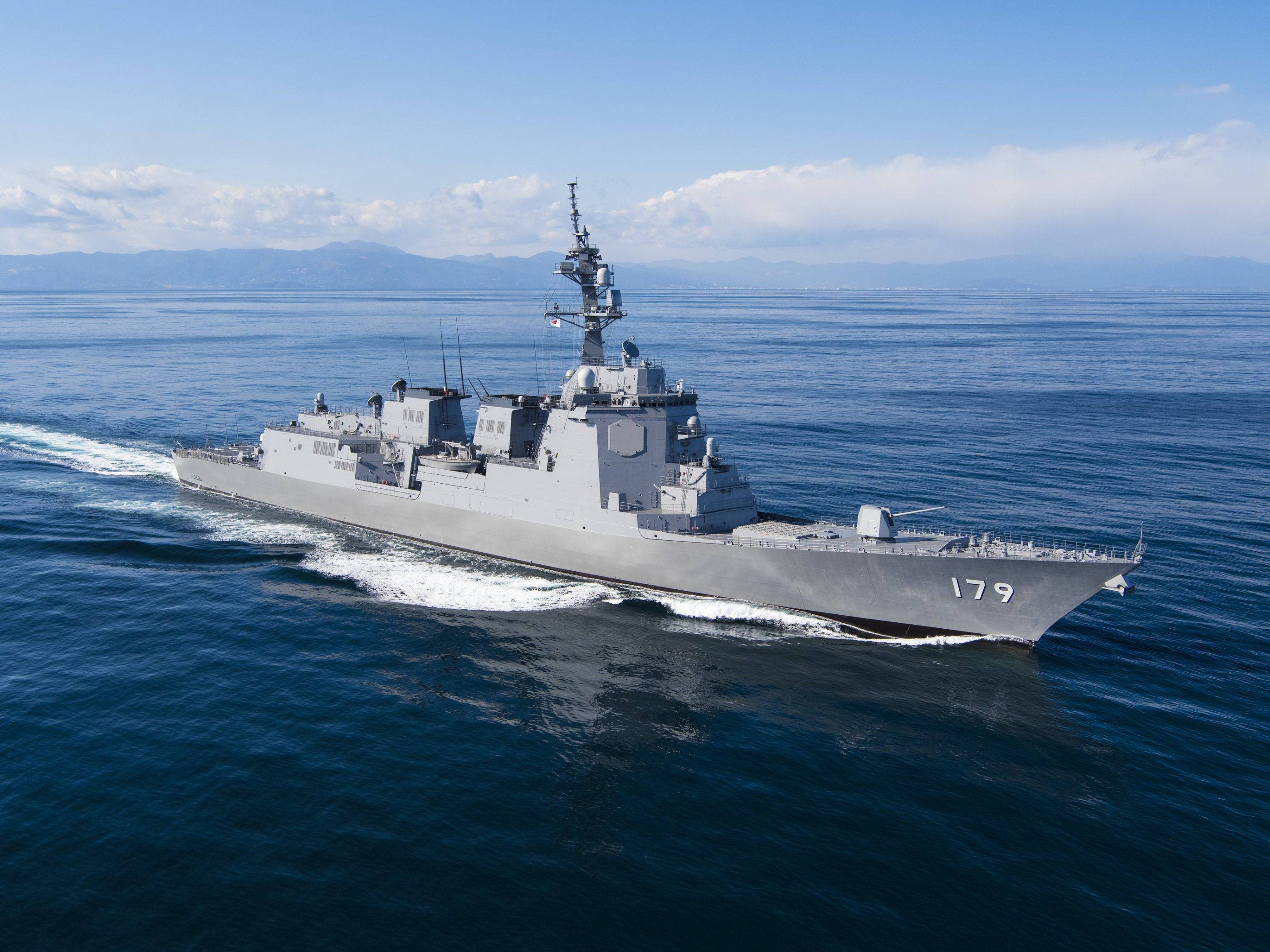
摩耶級驅逐艦
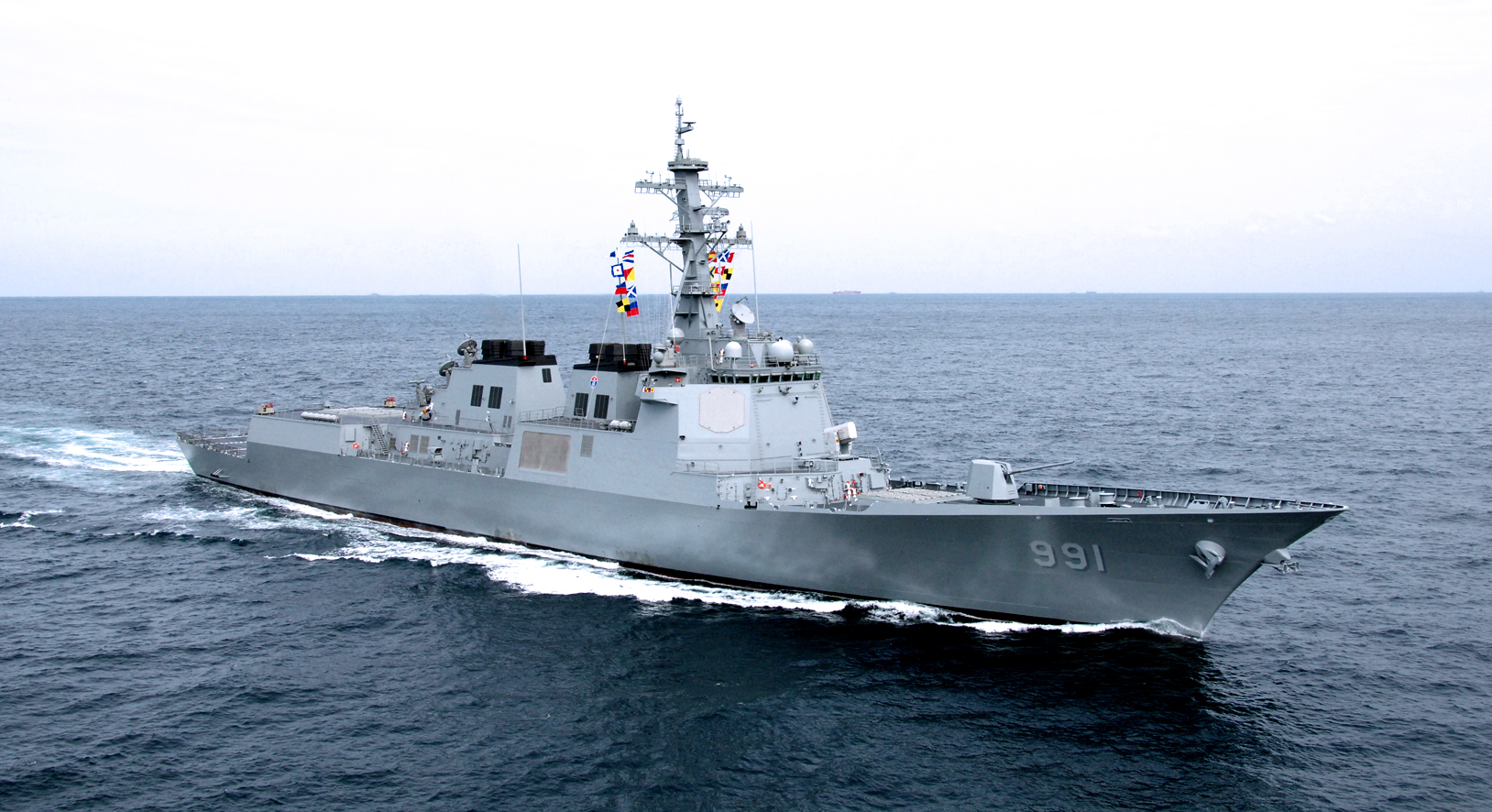
世宗大王級驅逐艦
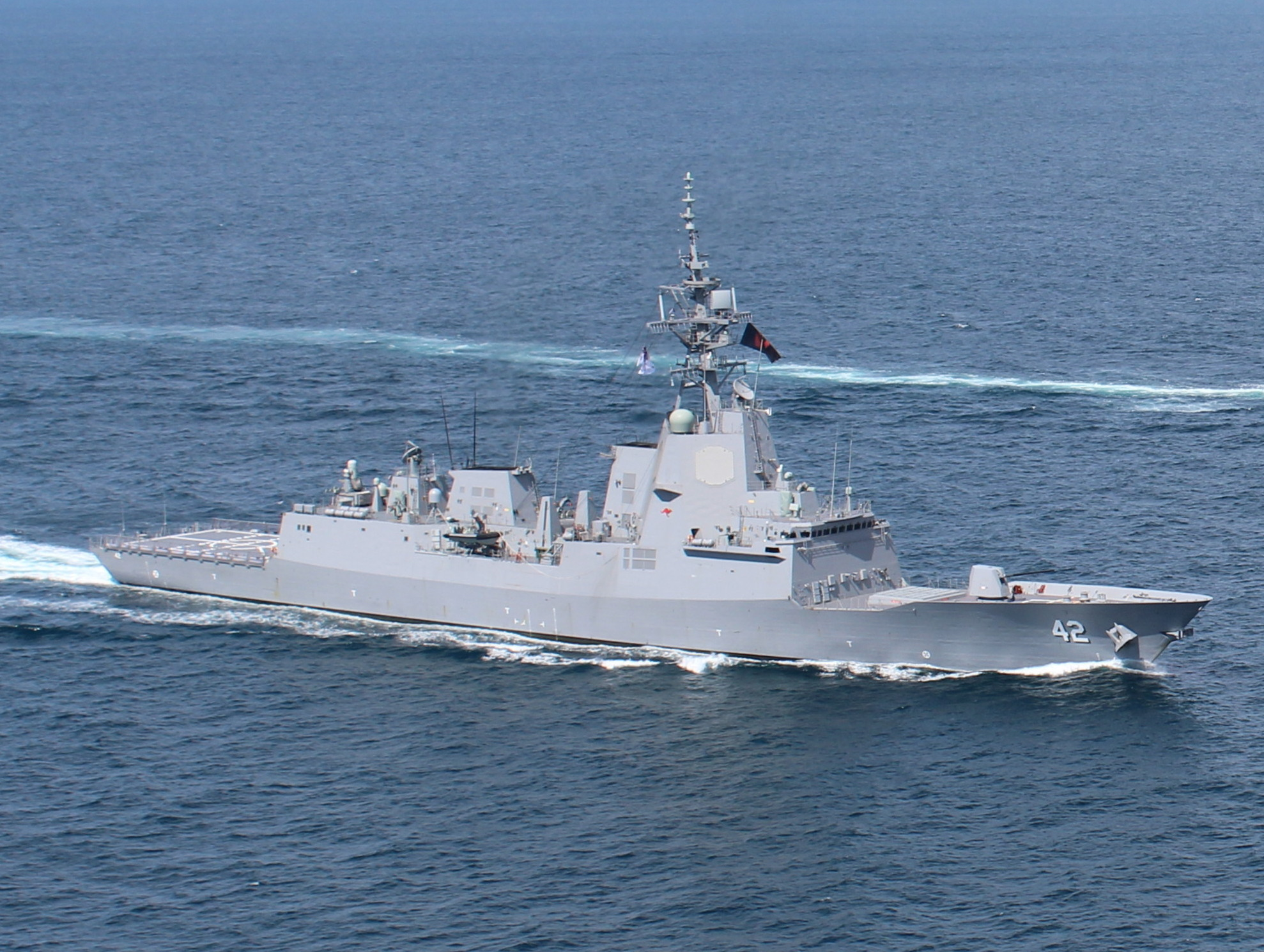
霍巴特級驅逐艦
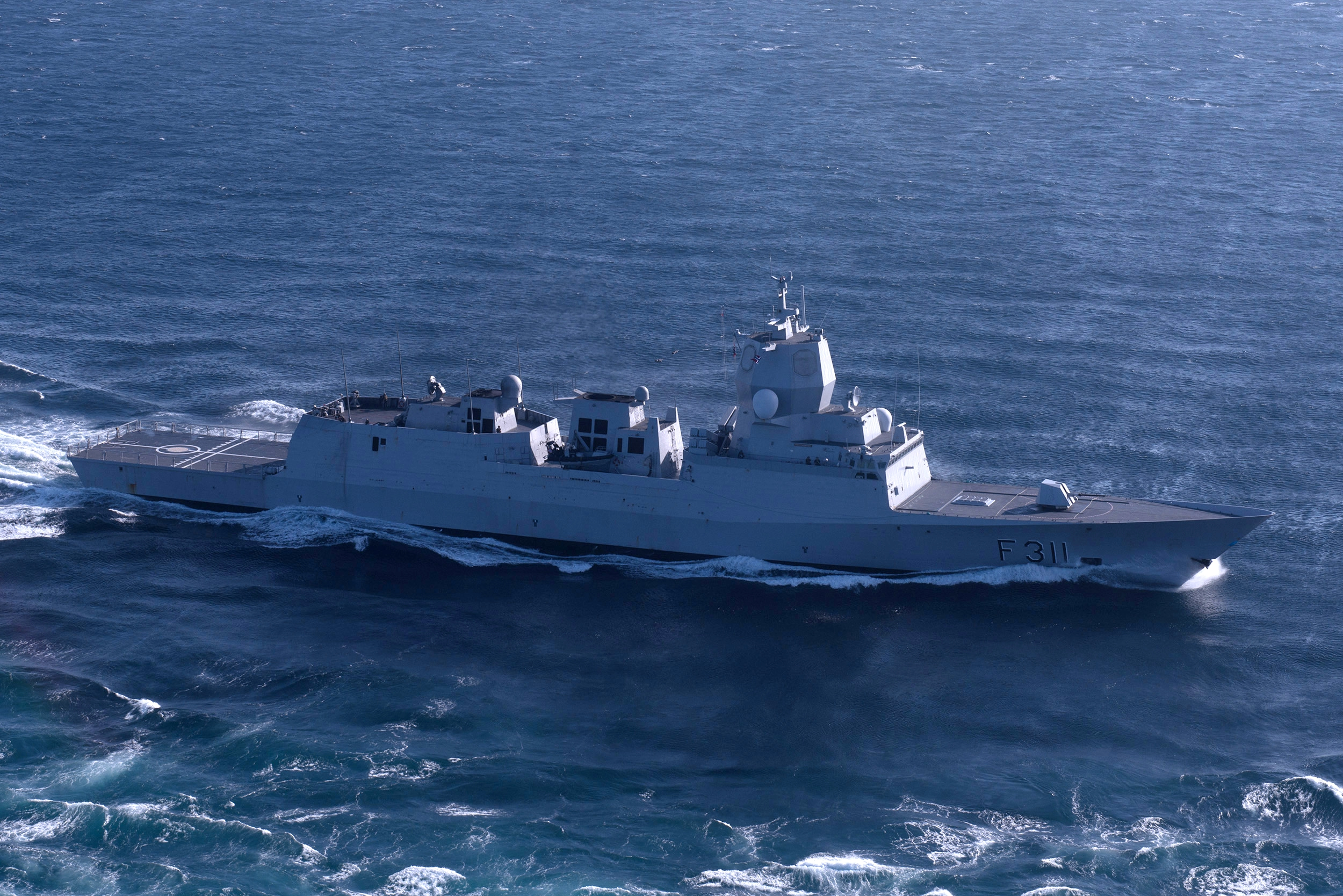
弗里喬夫·南森級巡防艦

| 部隊             | 船艦                  | 現役 | 計劃 | 退役 |
| ---------------- | --------------------- | ---- | ---- | ---- |
| 美國海軍         | DDG(X)                |      |      |      |
| 美國海軍         | 星座級巡防艦          |      | 20   |      |
| 美國海軍         | 朱瓦特級驅逐艦        | 2    | 1    |      |
| 美國海軍         | 阿利·伯克級驅逐艦     | 73   | 21   |      |
| 美國海軍         | 提康德羅加級巡洋艦    | 9    |      | 18   |
| 日本海上自衛隊   | 摩耶級驅逐艦          | 2    |      |      |
| 日本海上自衛隊   | 愛宕級驅逐艦          | 2    |      |      |
| 日本海上自衛隊   | 金剛級驅逐艦          | 4    |      |      |
| 大韓民國海軍     | 正祖大王級驅逐艦      |      | 3    |      |
| 大韓民國海軍     | 世宗大王級驅逐艦      | 3    |      |      |
| 西班牙海軍       | 波尼法斯級巡防艦      |      | 5    |      |
| 西班牙海軍       | 阿爾瓦羅·巴贊級巡防艦 | 5    |      |      |
| 澳大利亞皇家海軍 | 亨特級巡防艦          |      | 9    |      |
| 澳大利亞皇家海軍 | 霍巴特級驅逐艦        | 3    |      |      |
| 挪威皇家海軍     | 南森級巡防艦          | 4    |      | 1    |
| 加拿大皇家海軍   | 加拿大水面作戰艦      |      | 15   |      |
| 總計             | 總計                  | 107  | 74   | 19   |

- 阿利·伯克級驅逐艦
- 摩耶級驅逐艦
- 世宗大王級驅逐艦
- 霍巴特級驅逐艦
- 弗里喬夫·南森級巡防艦

### 陸基

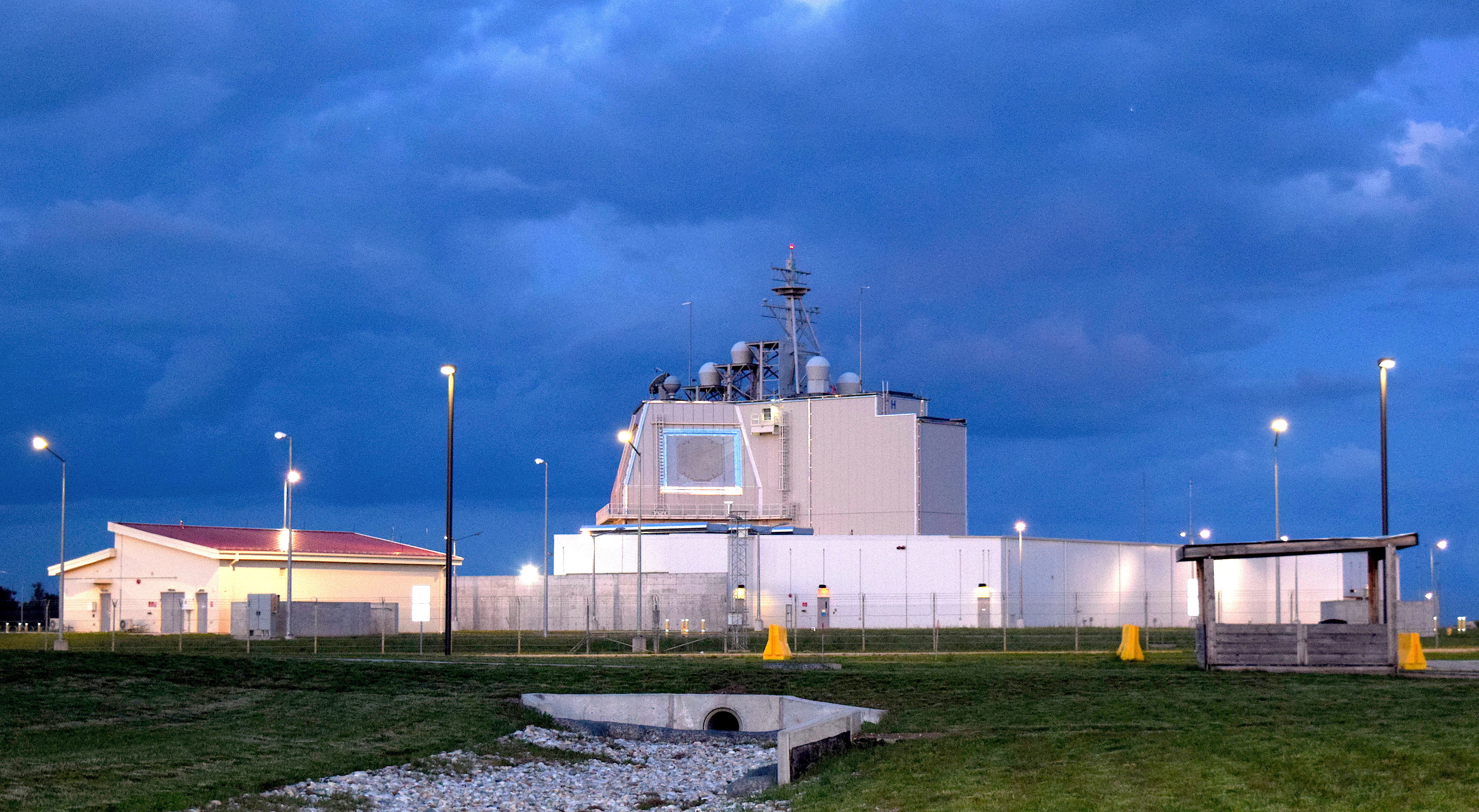
美國海軍部署於羅馬尼亞德韋塞盧的陸基神盾系統

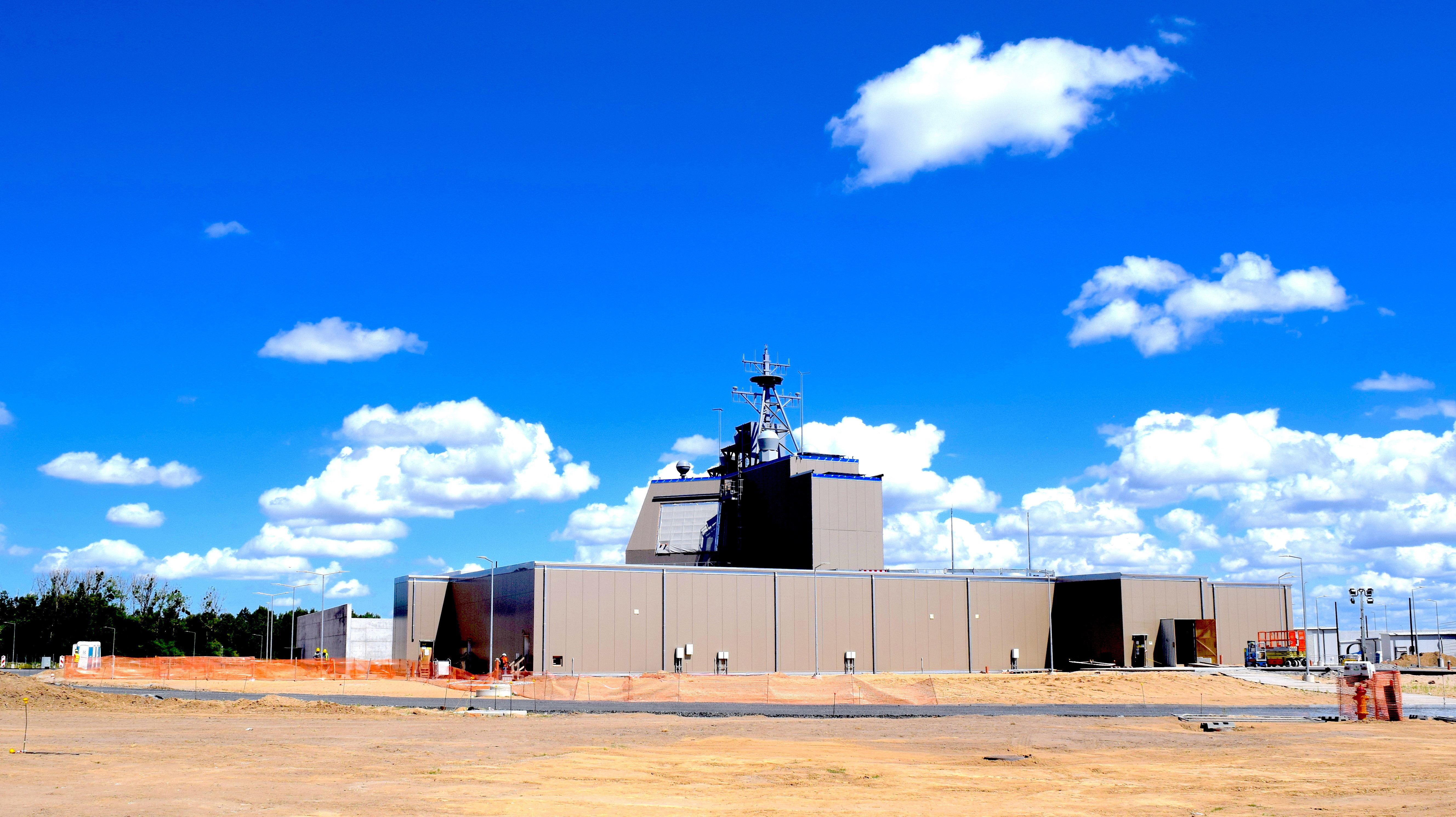
正在建造中的波蘭雷茲科沃附近的美國海軍支援設備

- 羅馬尼亞德韋塞盧

德韋塞盧軍事基地
- 波蘭雷茲科沃（英语：Redzikowo）

美國在波蘭的導彈防禦系統
- 日本

2017年因應飛彈威脅的名義，日本傾向部署一種陸基神盾系統（Aegis Ashore），並有助於減輕日本海上自衛隊神盾艦的全天候警戒負擔。2020年6月15日，時任防衛大臣的河野太郎宣布該計畫取消。2020年12月18日，日本內閣會議正式決議改由建造兩艘神盾系統搭載艦搭載原陸基神盾系統。
- 關島

## 神盾艦
除美國以外，其他國家也參考美國發展自有的作戰系統，也一同被稱為「神盾艦」，如“中華神盾艦”的說法。这种命名归类其实类似于当年英国皇家海军无畏级主力舰服役以后，其他国家建造的类似军舰也被称为无畏舰一样。此外，如今中文媒體及軍迷界有出現了將「盾」代指相控陣雷達的形容，比如將福建號航空母艦有三十二具相控陣雷達稱為有三十二面「盾」，然而神盾戰鬥系統是諸多系統組成的一個整體，雷達只是系統內的一部分。歸類為「神盾艦」的主要特徵是先進數位化和遠程區域防空能力等。

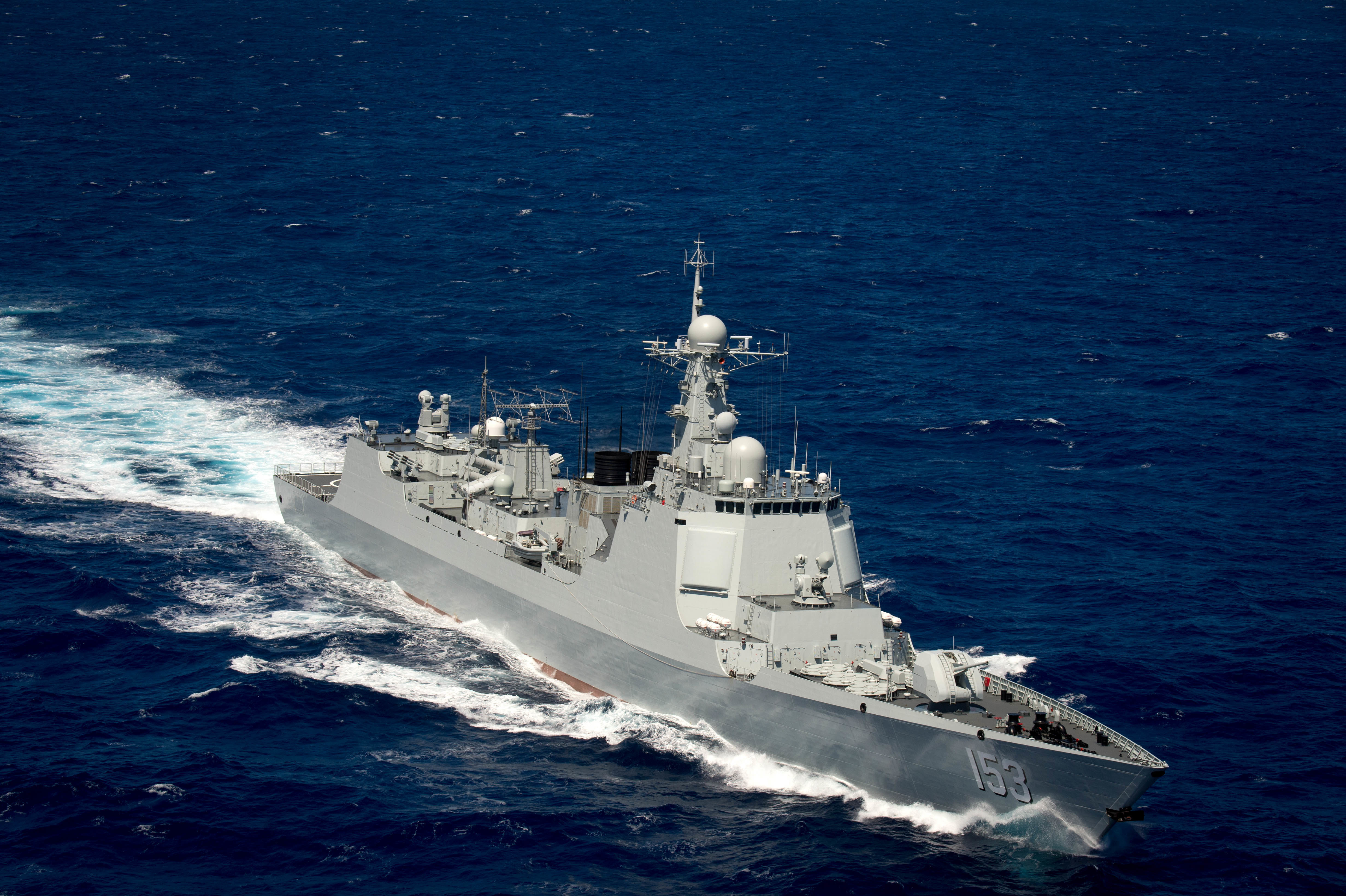
052C型驅逐艦
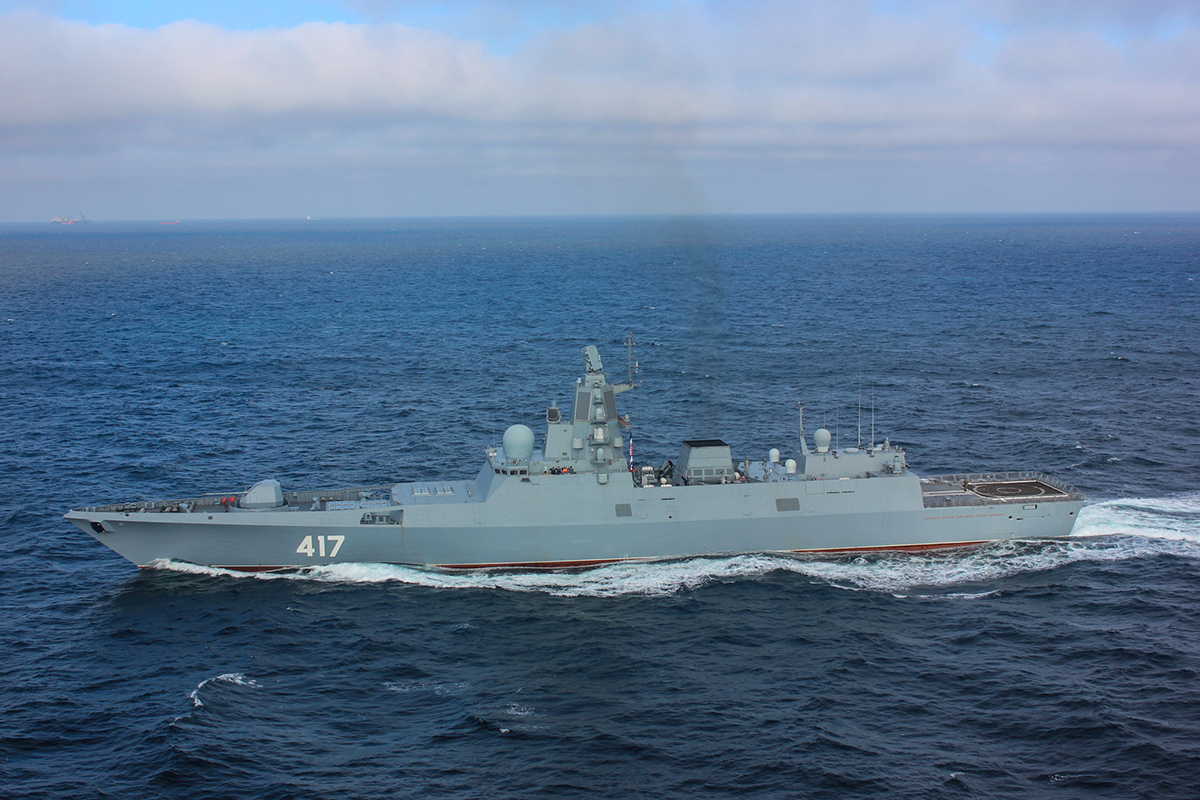
戈爾什科夫海軍元帥級巡防艦
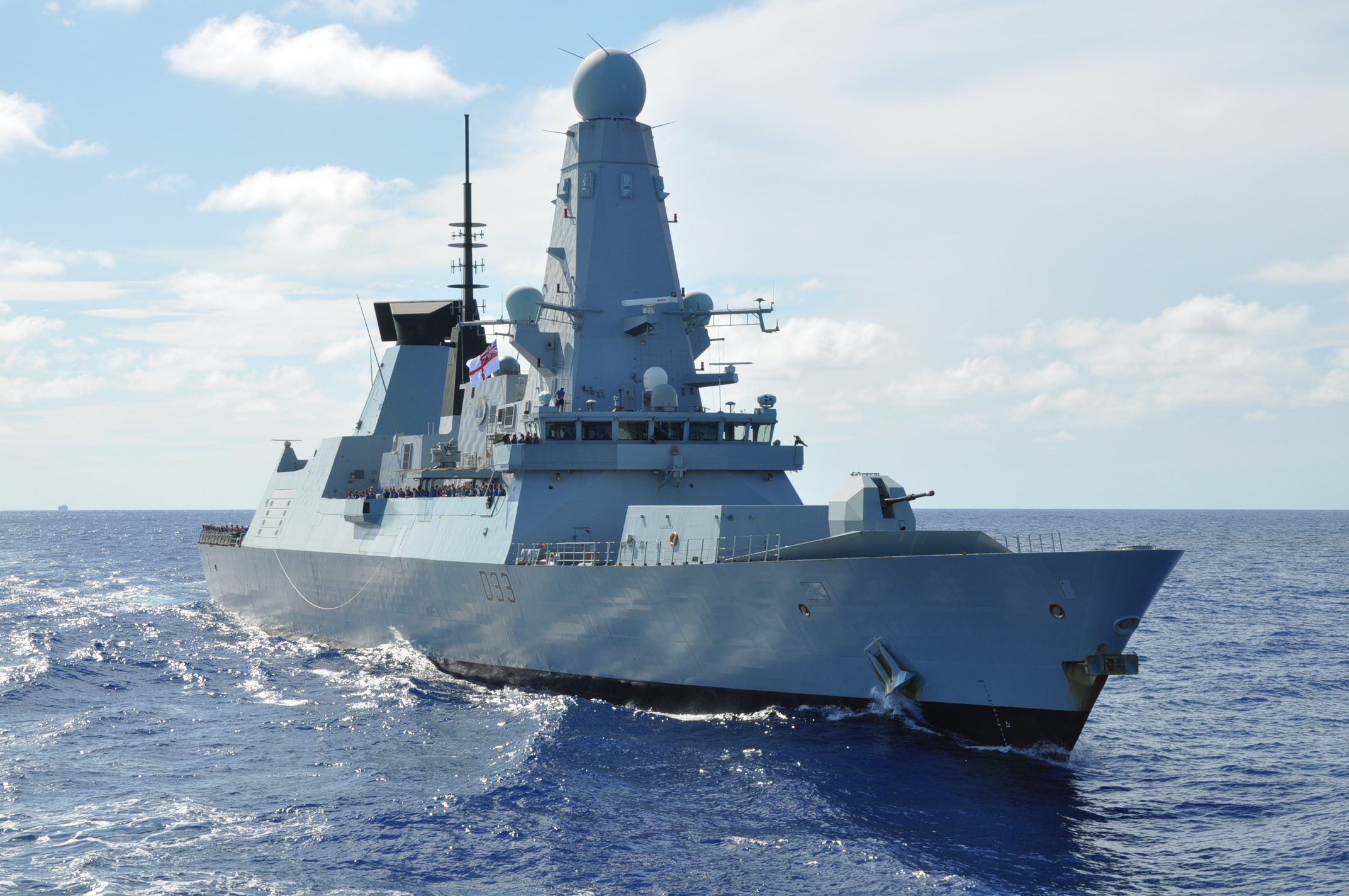
45型驅逐艦
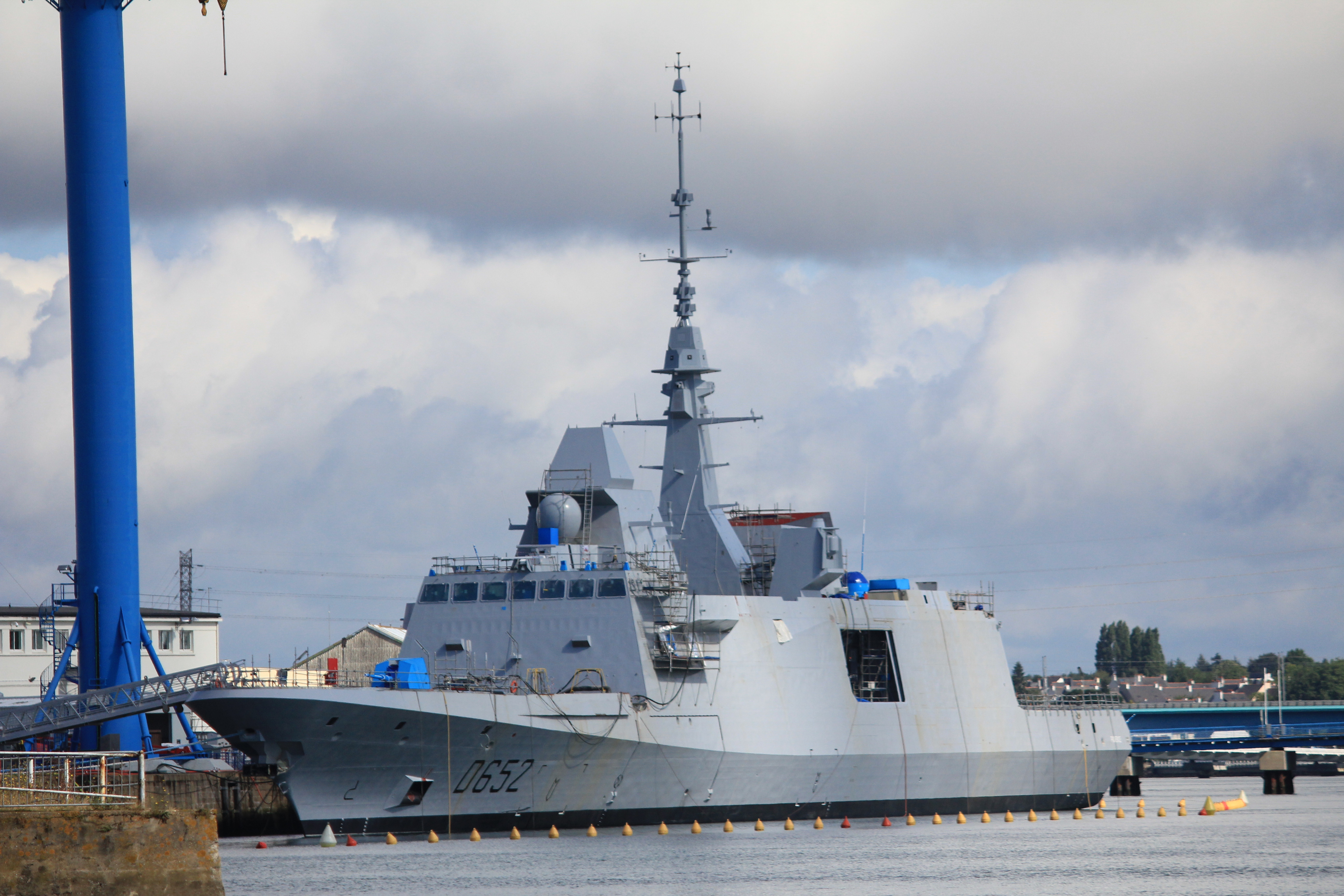
阿基坦級巡防艦
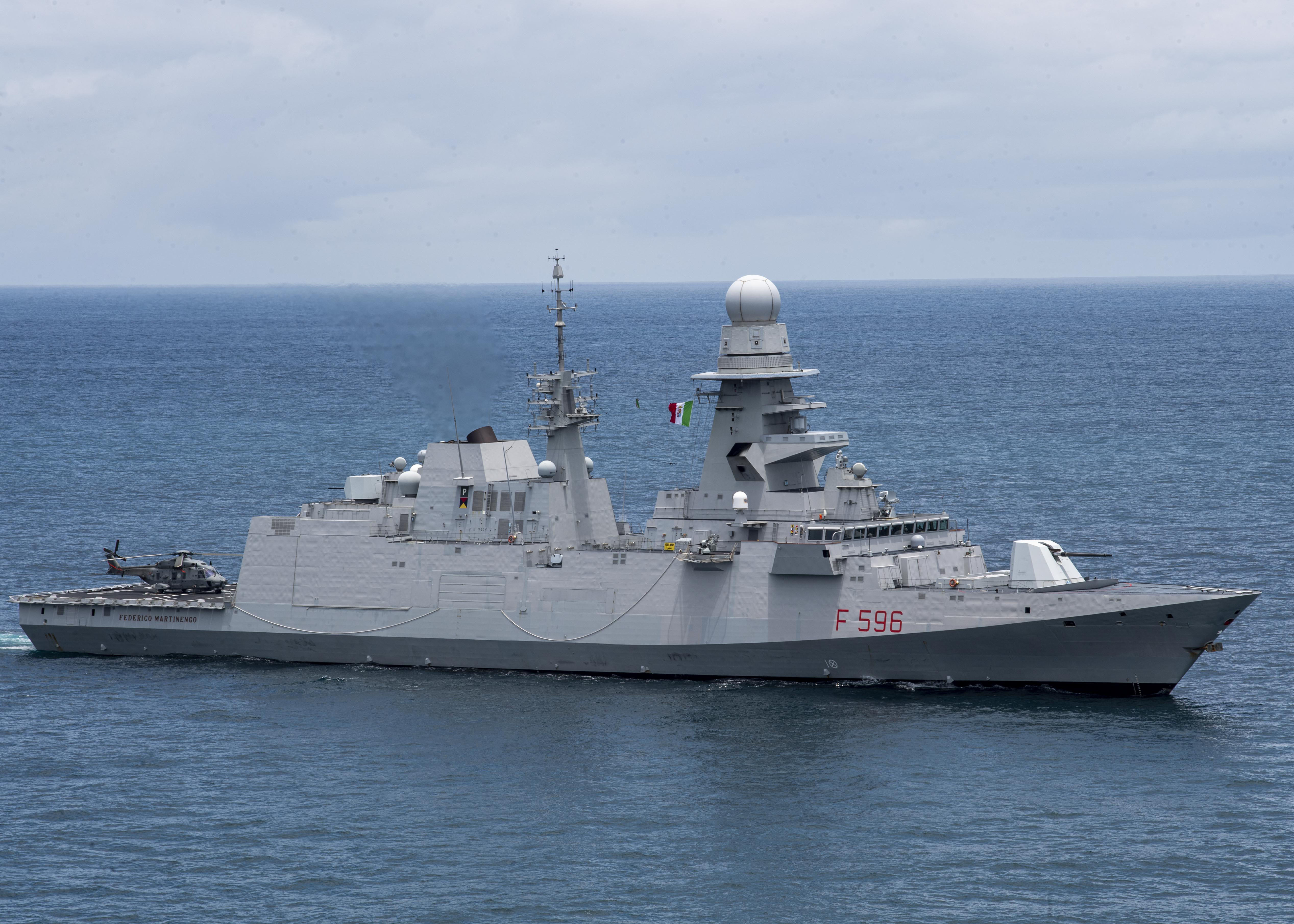
卡洛·伯伽米尼級巡防艦
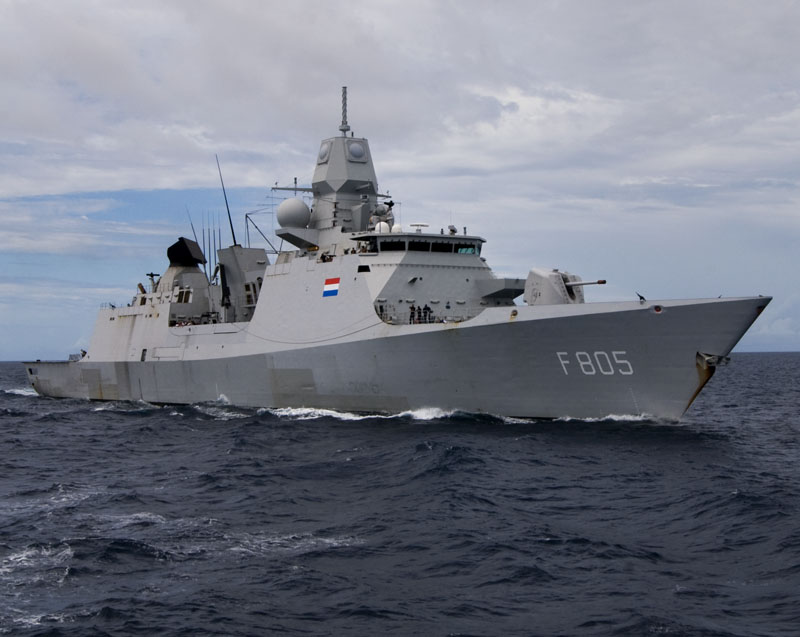
七省級巡防艦
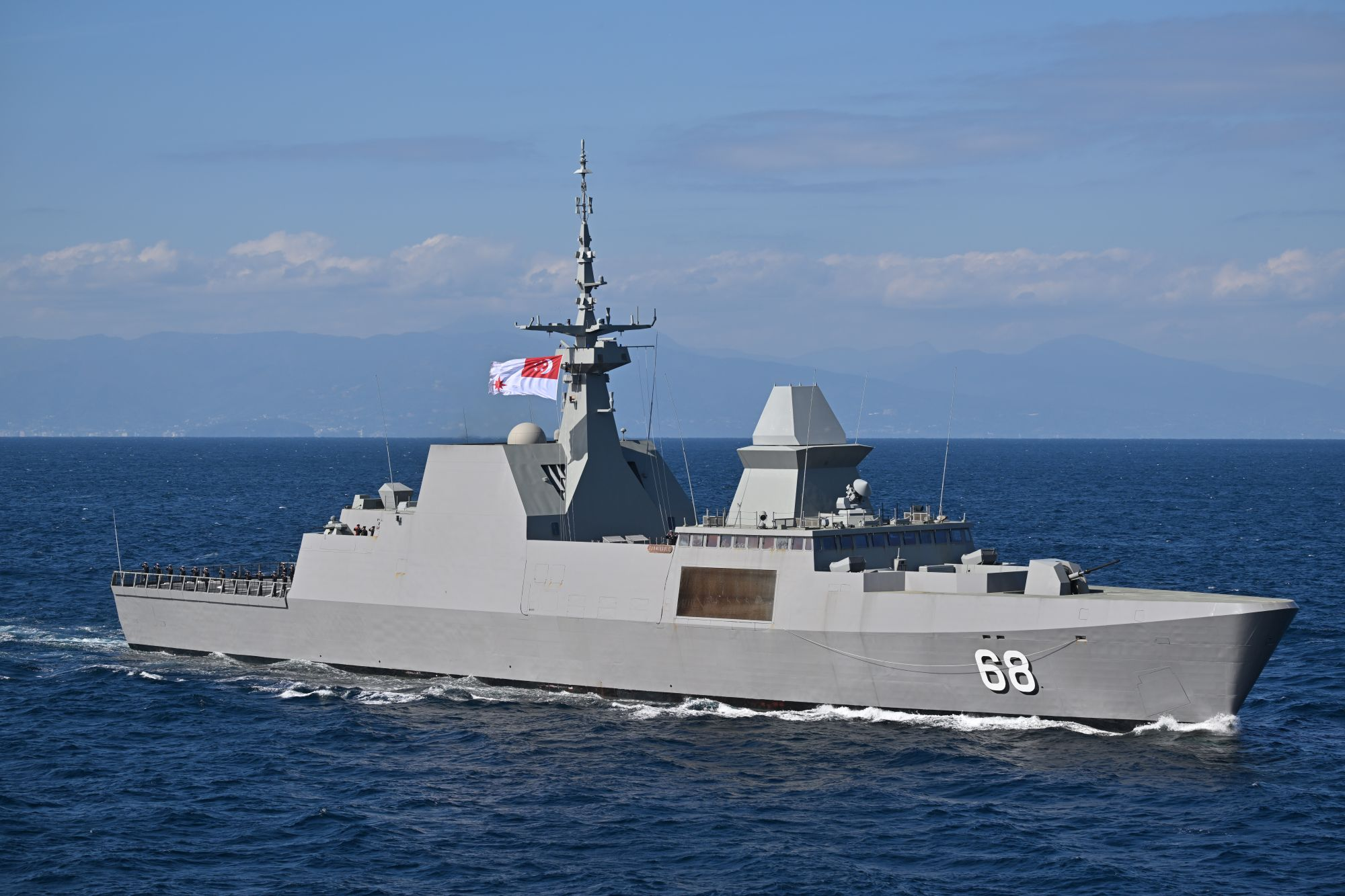
可畏級巡防艦
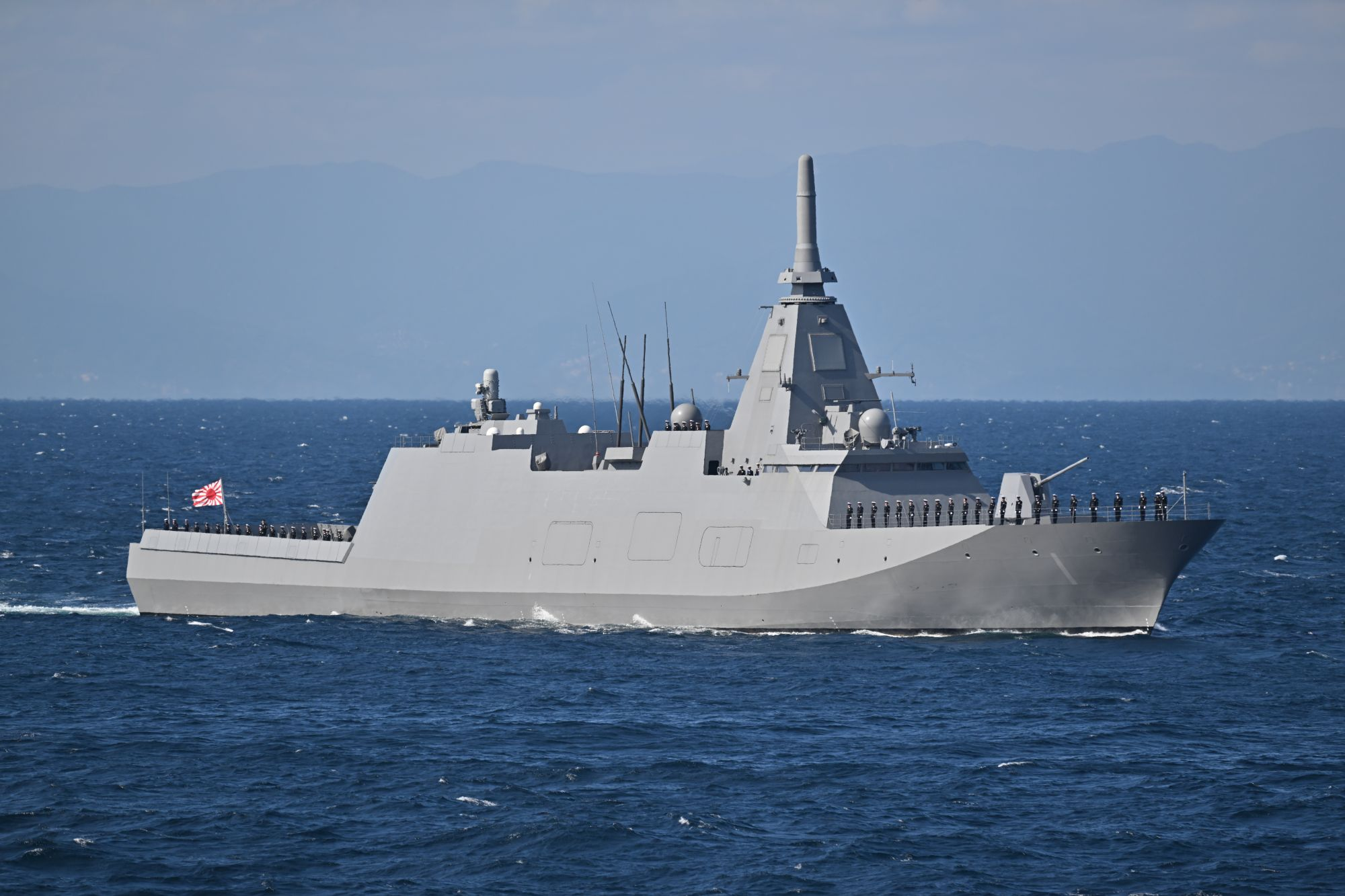
最上級護衛艦
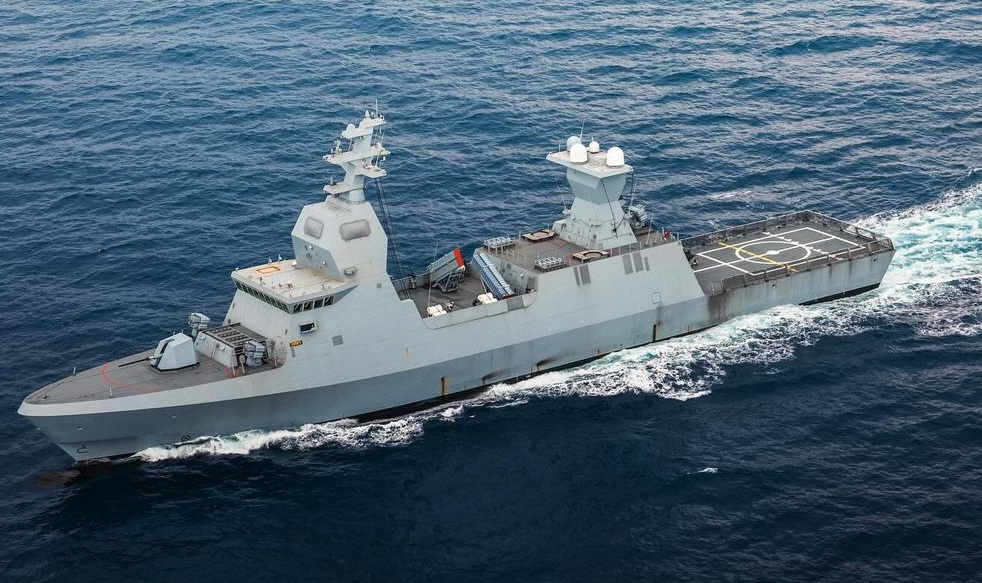
薩爾6型護衛艦
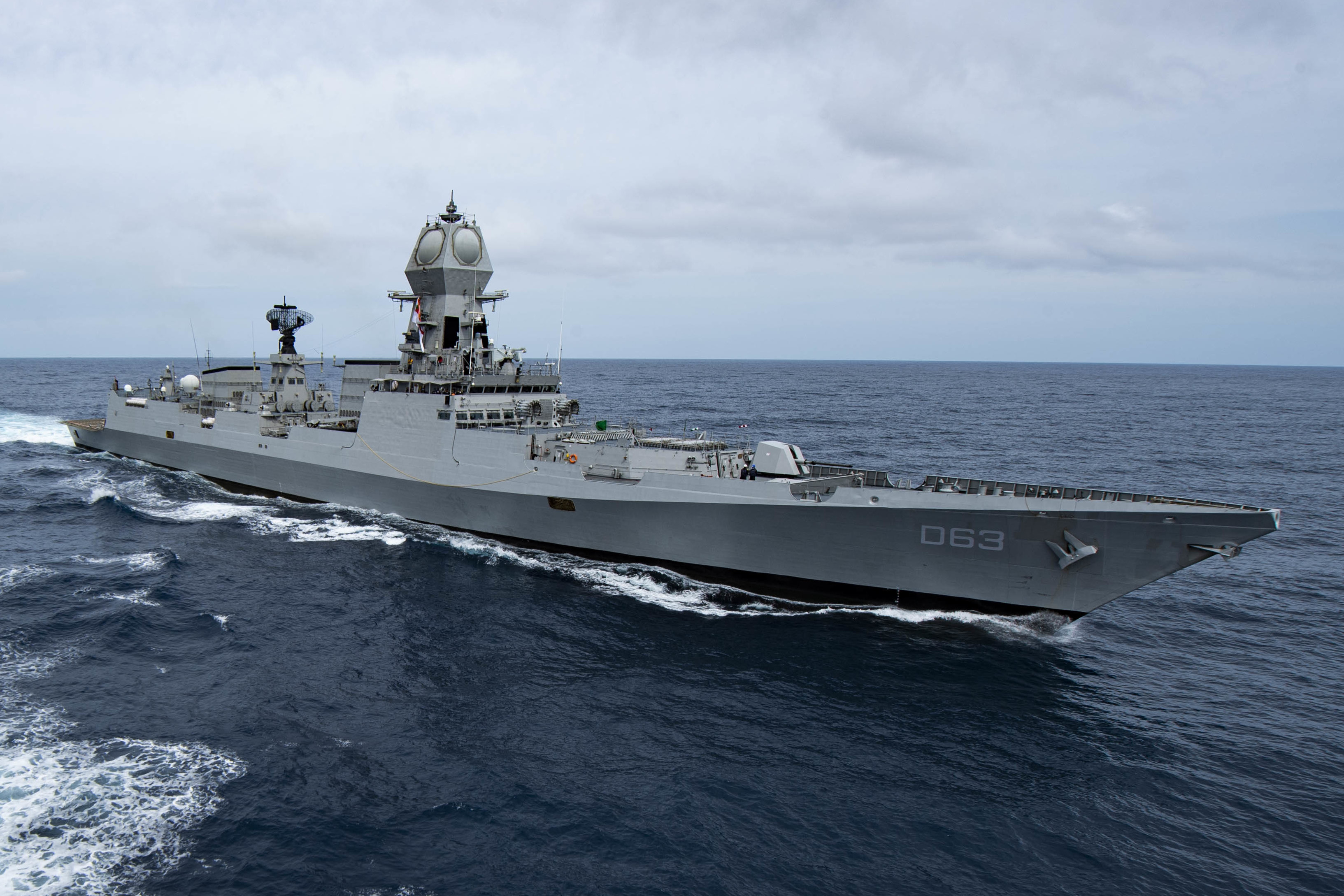
加爾各答級驅逐艦

| 部隊               | 船艦                       | 現役 | 計劃 | 退役 |
| ------------------ | -------------------------- | ---- | ---- | ---- |
| 中國人民解放軍海軍 | 055型驅逐艦                | 8    | 6    |      |
| 中國人民解放軍海軍 | 052D型驅逐艦               | 29   | 9    |      |
| 中國人民解放軍海軍 | 052C型驅逐艦               | 6    |      |      |
| 中國人民解放軍海軍 | 051C型驅逐艦               | 2    |      |      |
| 俄羅斯海軍         | 暴風級驅逐艦               |      | 2    |      |
| 俄羅斯海軍         | 基洛夫級巡洋艦             | 1    | 1    |      |
| 俄羅斯海軍         | 戈爾什科夫海軍元帥級巡防艦 | 3    | 7    |      |
| 英國皇家海軍       | 83型驅逐艦                 |      | 6    |      |
| 英國皇家海軍       | 45型驅逐艦                 | 6    |      |      |
| 英國皇家海軍       | 26型巡防舰                 |      | 8    |      |
| 英國皇家海軍       | 31型巡防艦                 |      | 5    |      |
| 法國海軍           | 佛賓級驅逐艦               | 2    |      |      |
| 法國海軍           | 阿基坦級巡防艦             | 8    |      |      |
| 法國海軍           | 羅納克海軍上將級巡防艦     |      | 5    |      |
| 希臘海軍           | 客蒙級巡防艦               |      | 4    |      |
| 新加坡海軍         | 可畏級巡防艦               | 6    |      |      |
| 摩洛哥皇家海軍     | 阿基坦級巡防艦             | 1    |      |      |
| 埃及海軍           | 阿基坦級巡防艦             | 1    |      |      |
| 埃及海軍           | 卡洛·伯伽米尼級巡防艦      | 2    |      |      |
| 義大利海軍         | DDX驅逐艦                  |      | 2    |      |
| 義大利海軍         | 安德烈亞·多里亞級驅逐艦    | 2    |      |      |
| 義大利海軍         | 卡洛·伯伽米尼級巡防艦      | 8    | 4    |      |
| 義大利海軍         | 塔翁·迪雷韋爾級巡防艦      | 4    | 6    |      |
| 印度尼西亞海軍     | 卡洛·伯伽米尼級巡防艦      |      | 6    |      |
| 印度尼西亞海軍     | 塔翁·迪雷韋爾級巡防艦      | 2    |      |      |
| 印度尼西亞海軍     | 31型巡防艦                 |      | 2    |      |
| 荷蘭皇家海軍       | FuAD                       |      | 4    |      |
| 荷蘭皇家海軍       | 七省級巡防艦               | 4    |      |      |
| 德國聯邦國防軍海軍 | FuAD                       |      | 6    |      |
| 德國聯邦國防軍海軍 | 薩克森級巡防艦             | 3    |      |      |
| 丹麥皇家海軍       | 伊万·休特菲爾德級巡防艦    | 3    |      |      |
| 波蘭海軍           | 31型巡防艦                 |      | 3    |      |
| 大韓民國海軍       | KDDX型驅逐艦               |      | 6    |      |
| 土耳其海軍         | TF2000級驅逐艦             |      | 8    |      |
| 日本海上自衛隊     | 秋月级护卫舰 (2010年)      | 4    |      |      |
| 日本海上自衛隊     | 朝日級驅逐艦 (2016年)      | 2    |      |      |
| 日本海上自衛隊     | 13DDX驅逐艦                |      |      |      |
| 日本海上自衛隊     | 最上級護衛艦               | 8    | 4    |      |
| 日本海上自衛隊     | 新型FFM                    |      | 12   |      |
| 以色列海軍         | 薩爾6型護衛艦              | 4    |      |      |
| 以色列海軍         | 薩爾5型護衛艦              | 3    |      |      |
| 印度海軍           | P18型驅逐艦                |      | 8    |      |
| 印度海軍           | 尼爾吉里級巡防艦           | 1    | 6    |      |
| 印度海軍           | 維沙卡帕特南級驅逐艦       | 4    |      |      |
| 印度海軍           | 加爾各答級驅逐艦           | 3    |      |      |
| 總計               | 總計                       | 130  | 130  |      |

- 052C型驅逐艦
- 戈爾什科夫海軍元帥級巡防艦
- 45型驅逐艦
- 阿基坦級巡防艦
- 卡洛·伯伽米尼級巡防艦
- 七省級巡防艦
- 可畏級巡防艦
- 最上級護衛艦
- 薩爾6型護衛艦
- 加爾各答級驅逐艦

## 外部連結
- AEGIS Weapon System MK-7 （页面存档备份，存于）（美國科學家聯盟）（英文）